# Збой
Збой (словац. Zboj, угор. Harcos) — село, громада в окрузі Снина, Пряшівський край, східна Словаччина. Кадастрова площа громади — 50,542 км². Населення — 311 осіб (за оцінкою на 31 грудня 2017 р.).
Кадастр громади містить ділянки державного кордону з Польщею (на півночі) та державного кордону з Україною (на сході та півдні).

## Історія
Давнє лемківське село. Перша згадка 1567 року як Zboy, 1808 року згадано як Zboj; угор. Zboj, Harcos.

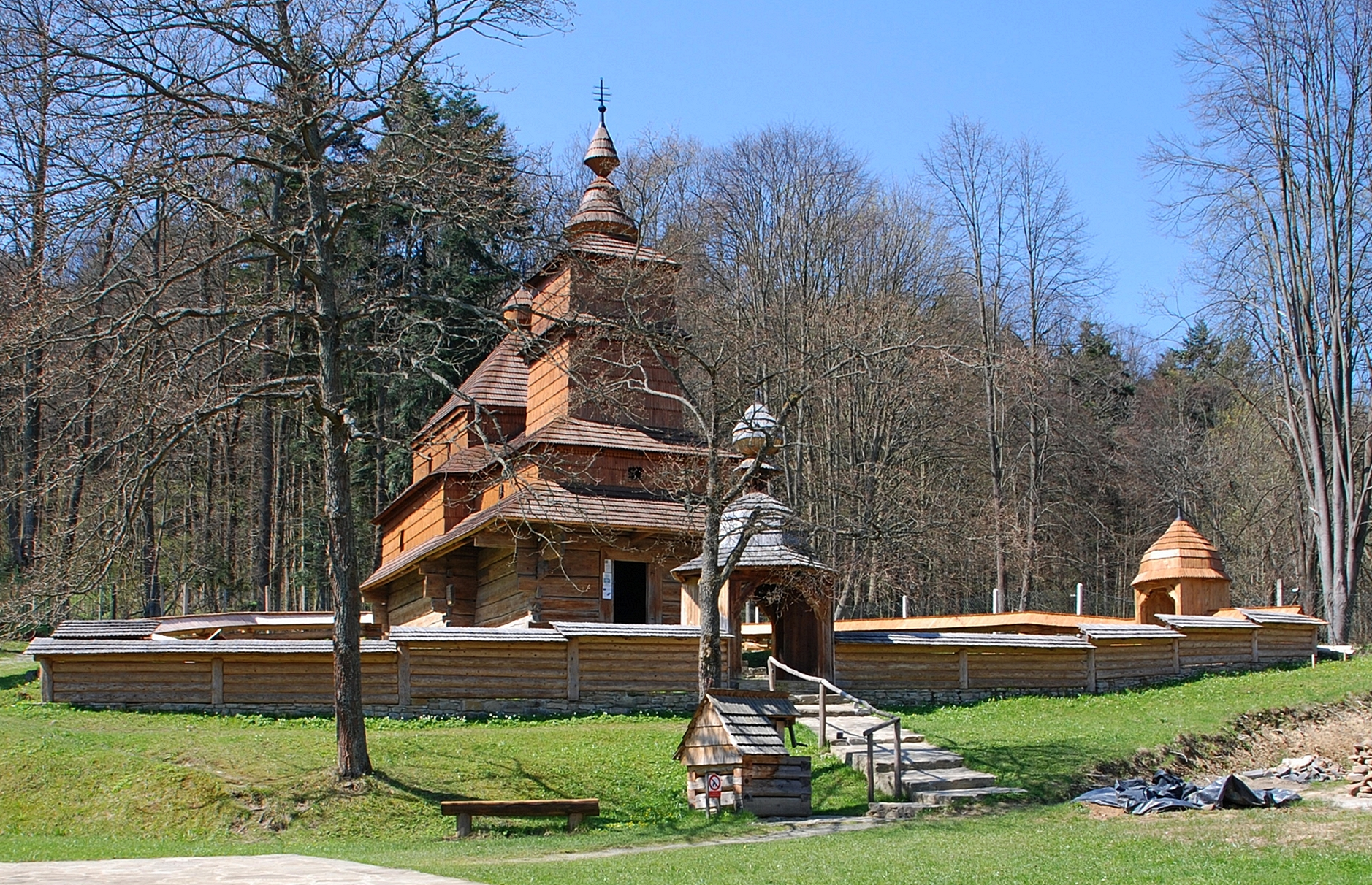
Давня церква Трьох Святителів, із села Збой, споруджена у 1766 р. У 1967 р. перенесена у скансен в Бардієві.

1715 року в селі 28 нежилих (залишених) та 9 жилих домогосподарств, 1720-го згадано млин, 1787-го — 71 будинок і 528 мешканців. 1828 року — 88 домогосподарств і 653 мешканці.
1939—1944 рр. під окупацією Угорщини.

## Географія
Село розташоване в північно-східному куті Словаччини біля кордону з Україною, у Буковських горах (словац. Bukovské vrchy, пол. Bieszczady Zachodnie, укр. Західні Бещади), у долині Збойського потока. Висота в центрі села — 356 м, у кадастрі — від 320 до 1192 м над рівнем моря.
В околиці села є декілька природних заповідників: Ряба Скала (словац. Riaba skala), Багно (словац. Bahno), Борсучини (словац. Borsučiny), Стінска Слатіна (словац. Stinská slatina) та Стінска (словац. Stinská), де у 2003 році було виявлено печеру. Більшість околиць села є частиною національного парка Полонини (словац. Poloniny).
У селі знаходяться джерело «Квасна вода», військовий цвинтар з Першої світової війни, станція прикордонної міліції, ресторан та кілька кафе. На будівлі культурного будинку є пам'ятна дошка присвячена Петрові Лодію (декан юридичного факультету Петербурзького університету) та Михайлові Пустаю.

## Населення
| Рік:            | 1993 | 2003     | 2013     | 2023     |
| --------------- | ---- | -------- | -------- | -------- |
| Кількість осіб: | 588  | 467      | 353      | 261      |
| Різниця:        |      | -20,57 % | -24,41 % | -26,06 % |

| Рік:            | 2022 | 2023    |
| --------------- | ---- | ------- |
| Кількість осіб: | 257  | 261     |
| Різниця:        |      | +1,55 % |

У селі мешкає 408 осіб.
Національний склад населення (за даними перепису населення 2001 року):
- словаки — 78,48 %
- русини — 10,04 %
- українці — 6,56 %
- чехи — 1,02 %

Склад населення за приналежністю до релігії станом на 2001 рік:
- православні: 79,51 %
- греко-католики: 9,02 %
- римо-католики: 2,46 %,
- не вважають себе віруючими або не належать до жодної вищезгаданої церкви: 7,99 %

## Відомі люди
- Лодій Петро Дмитрович — український філософ, письменник, поет, правник, педагог.

Галерея
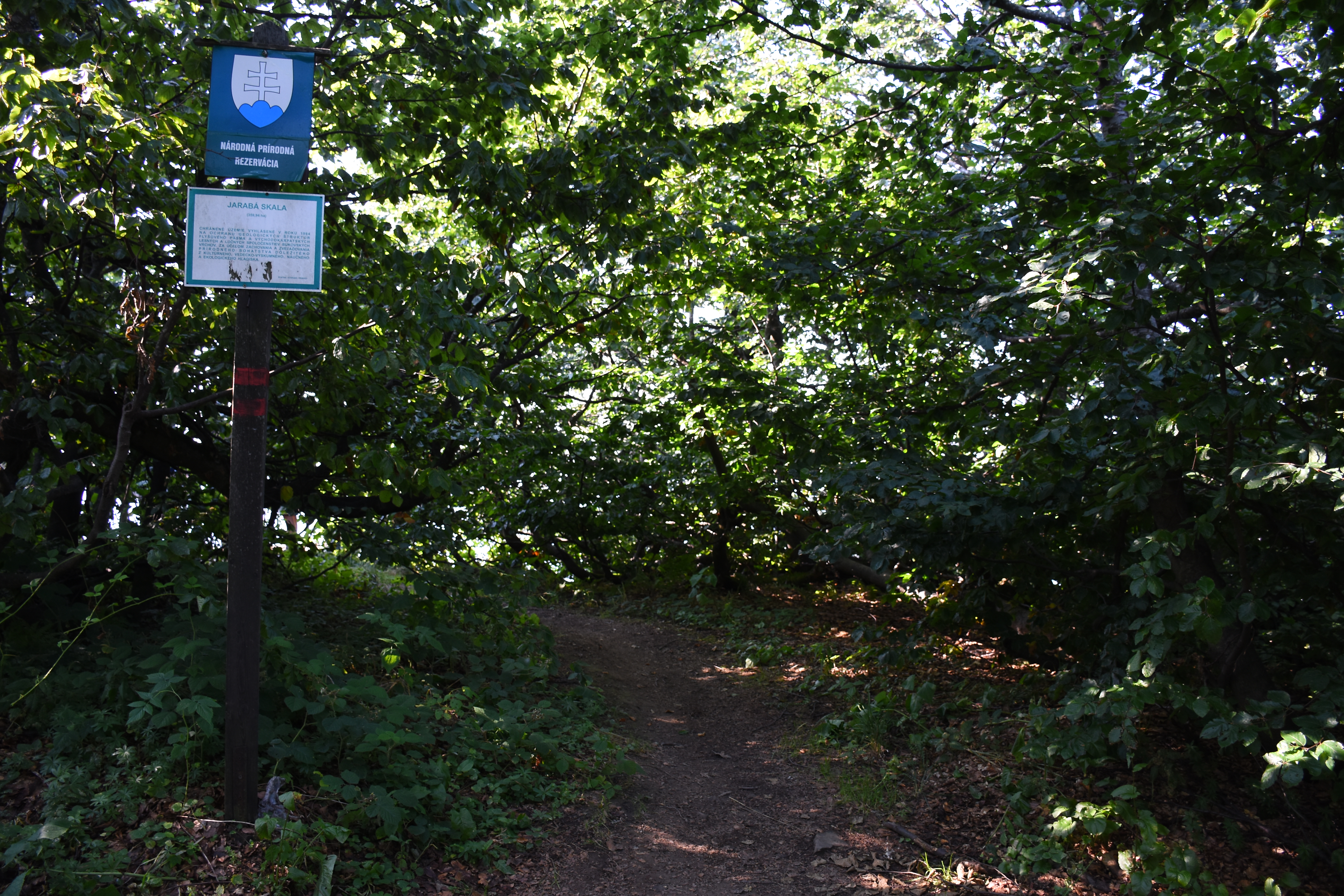
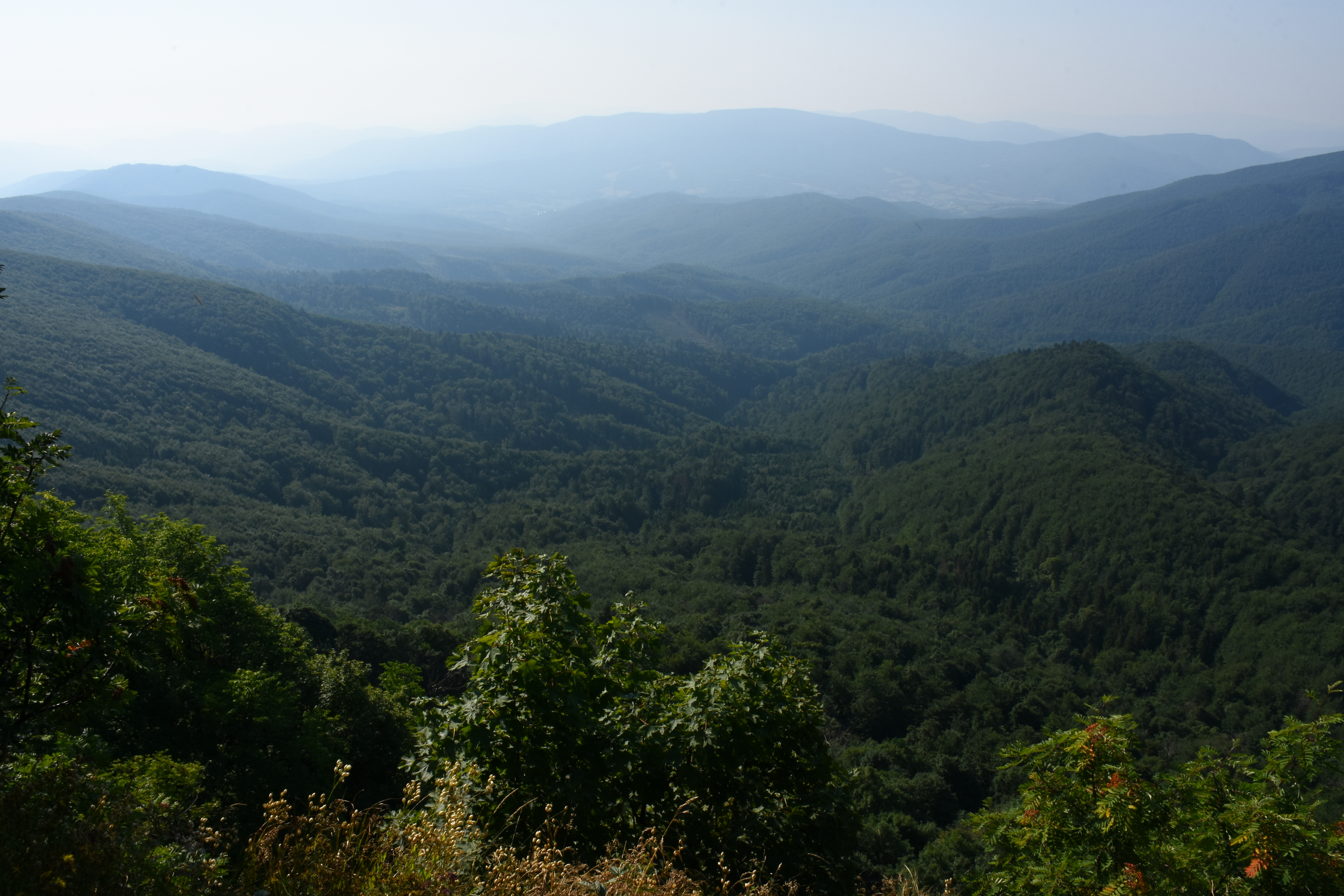
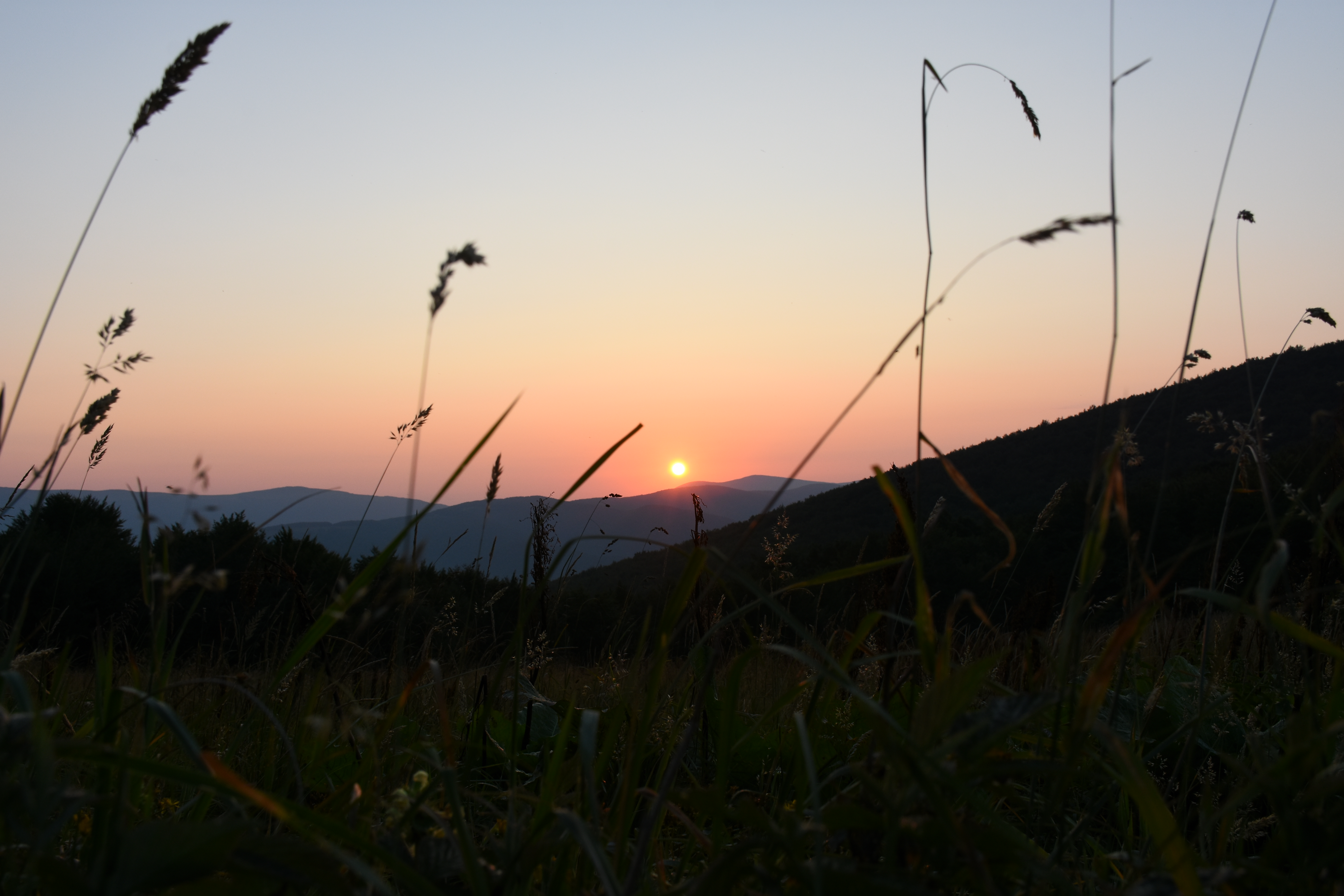
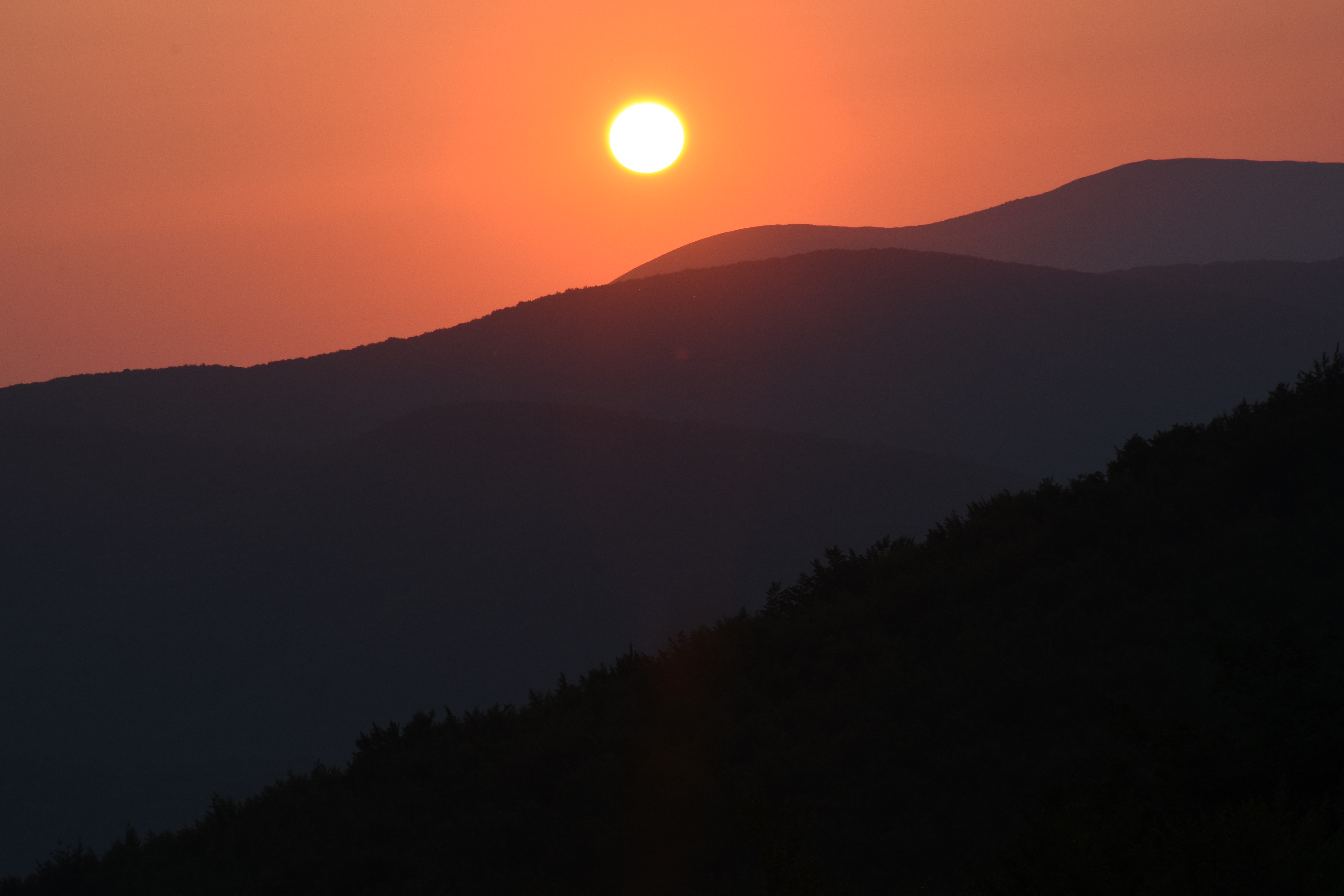
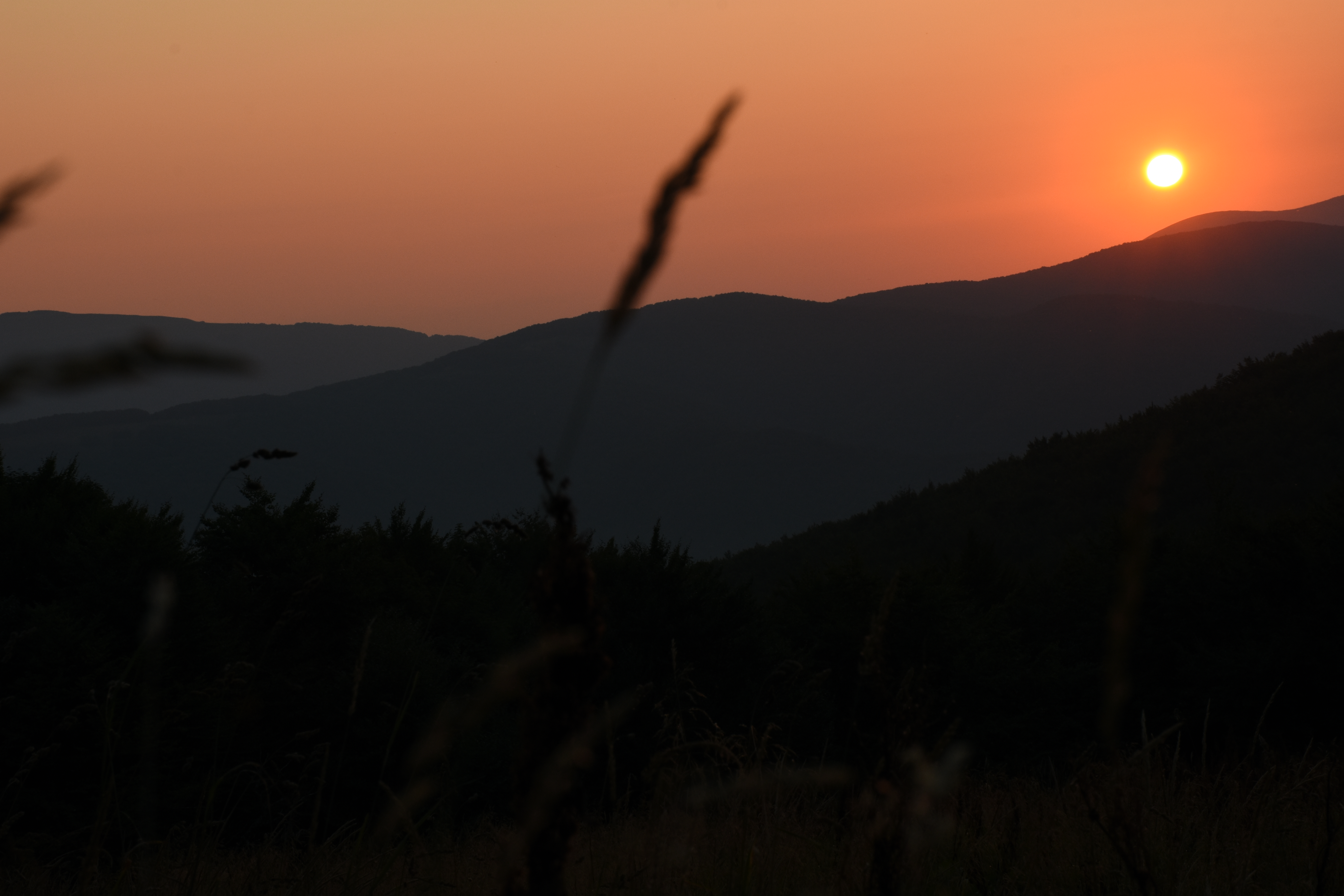
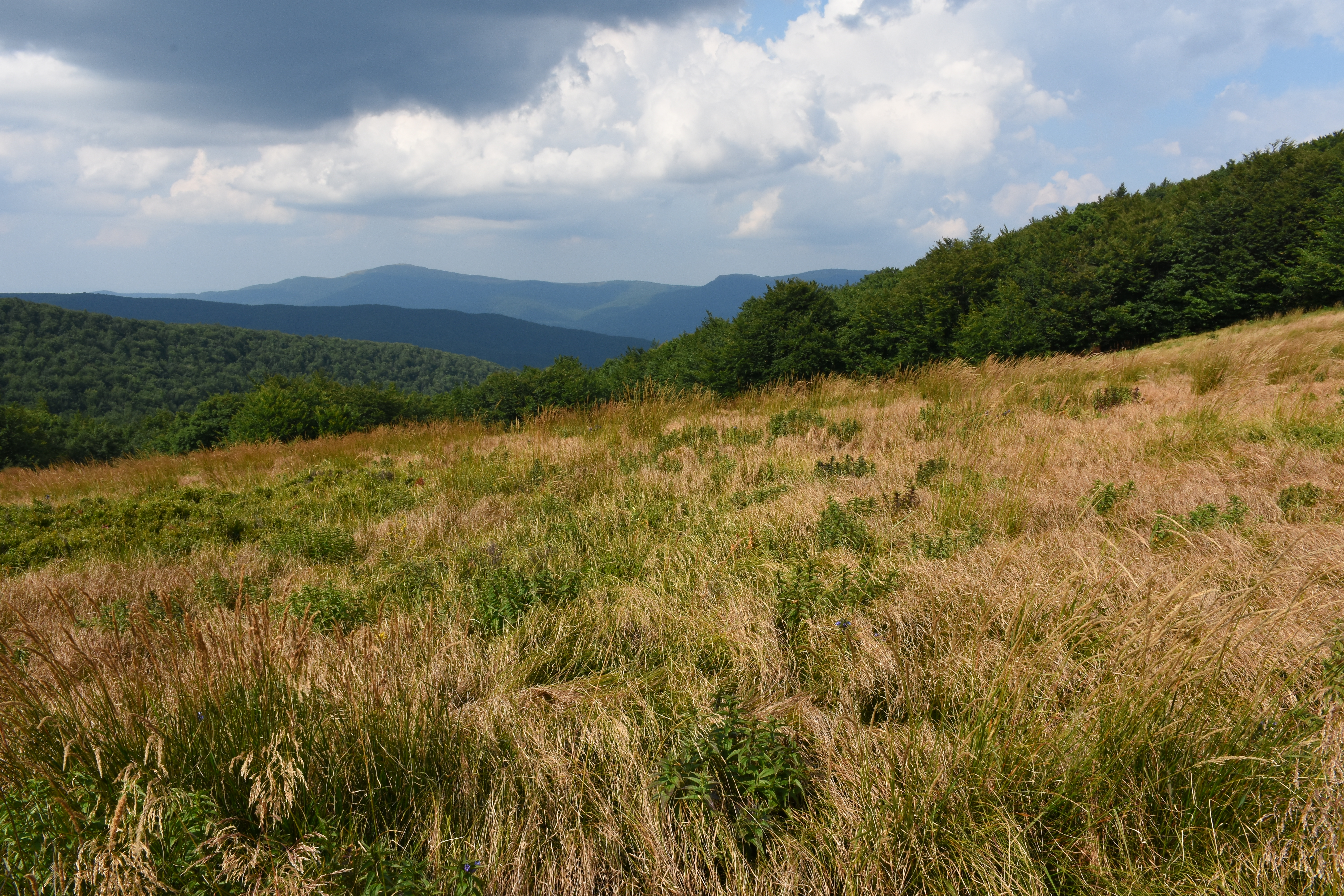
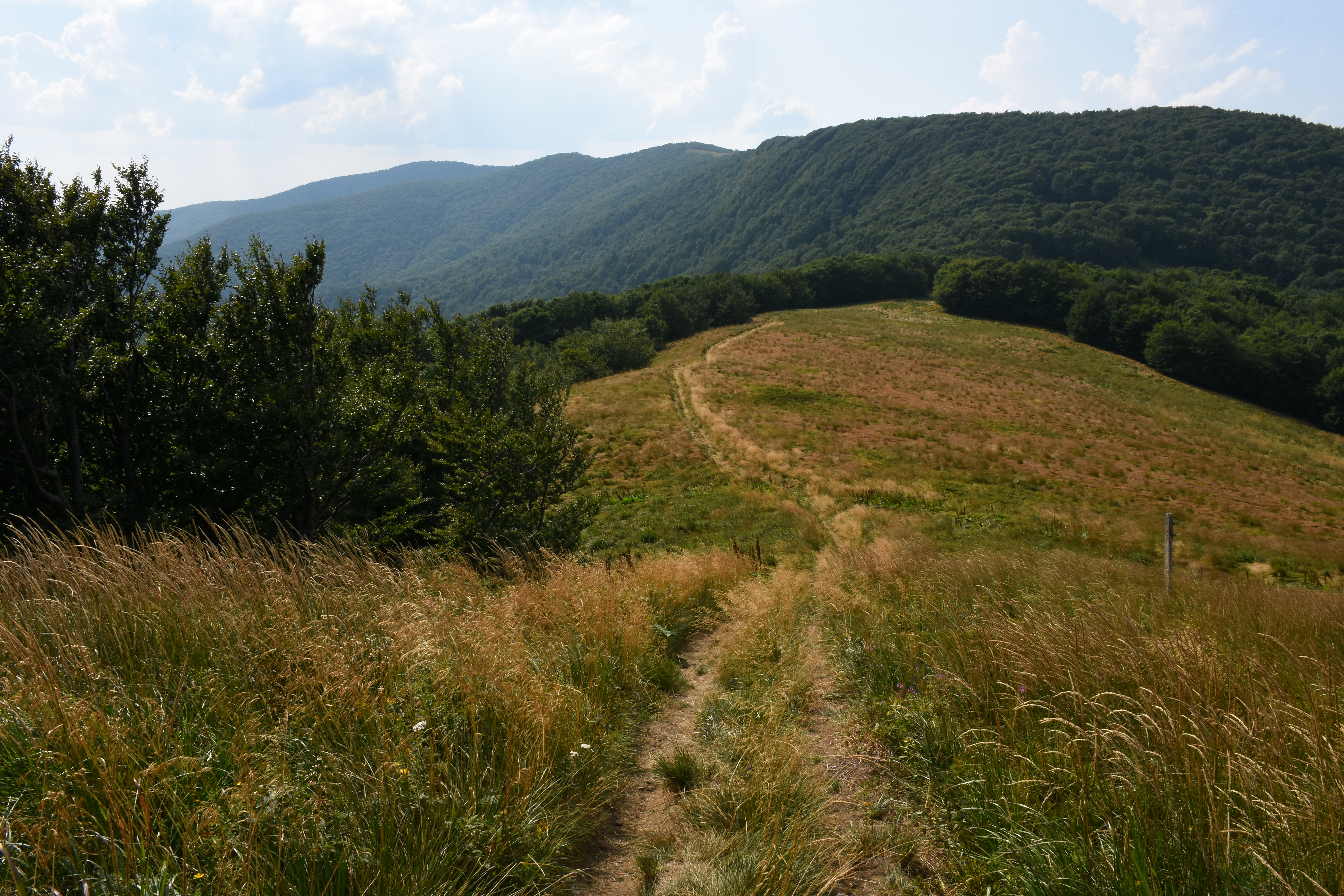
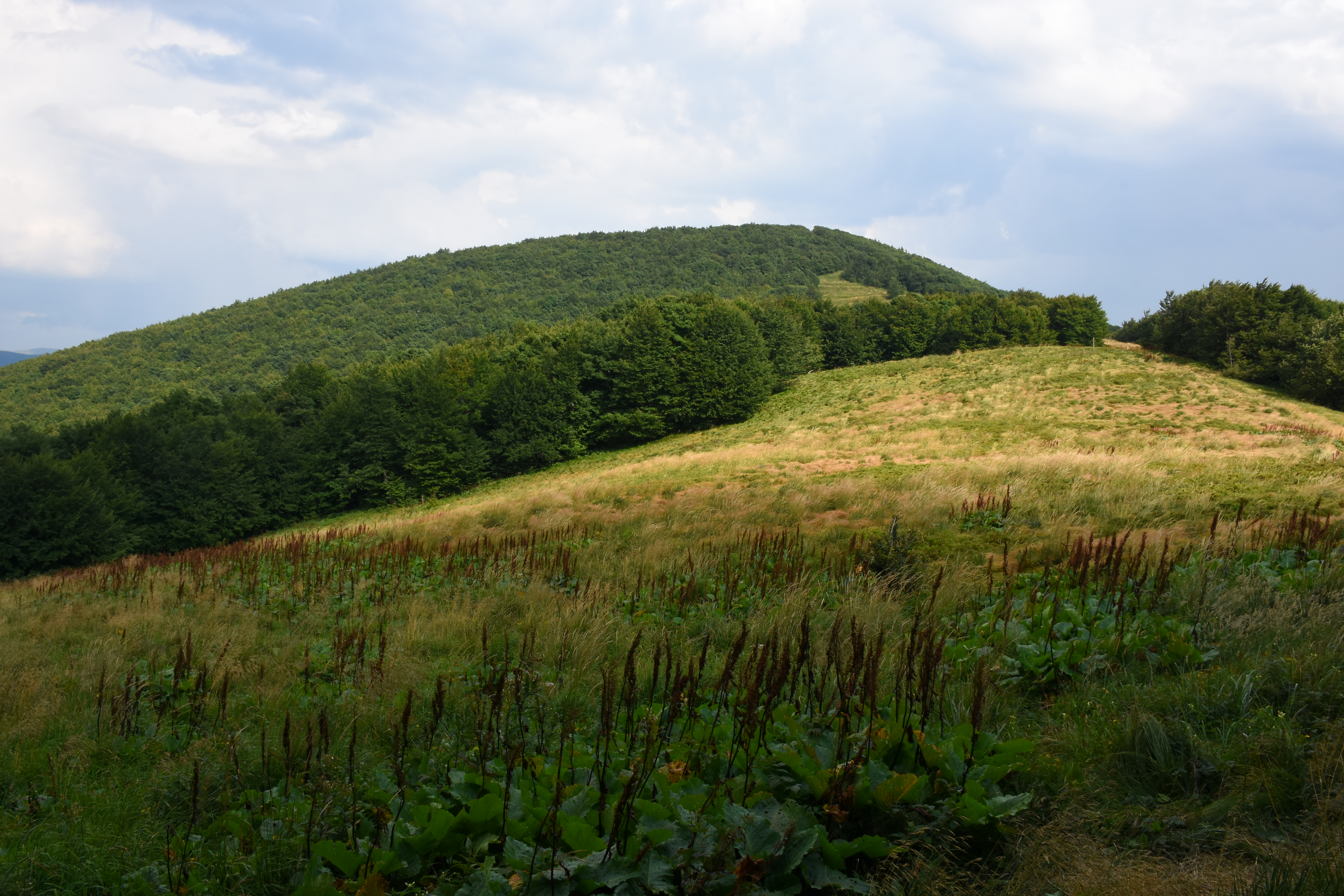
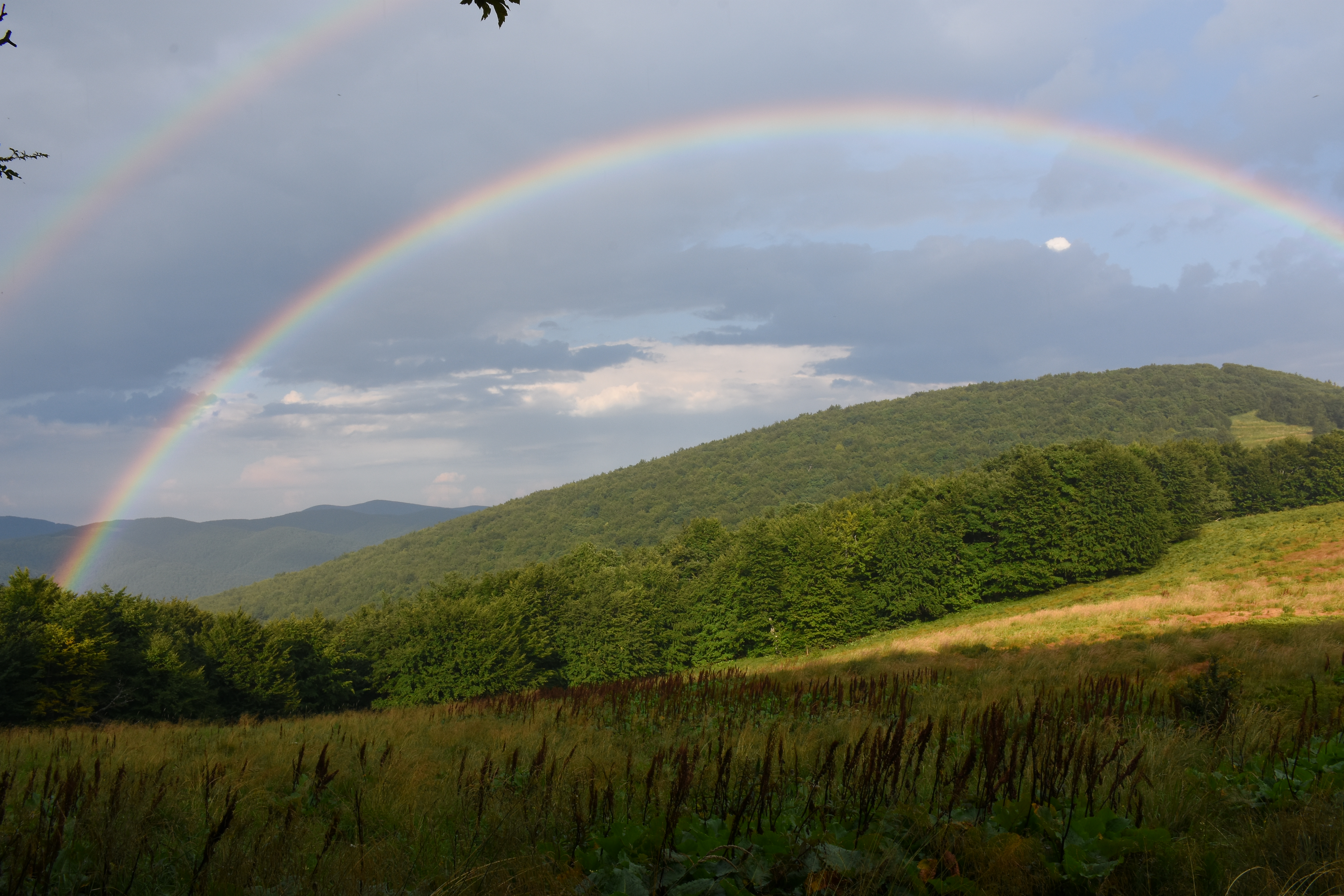
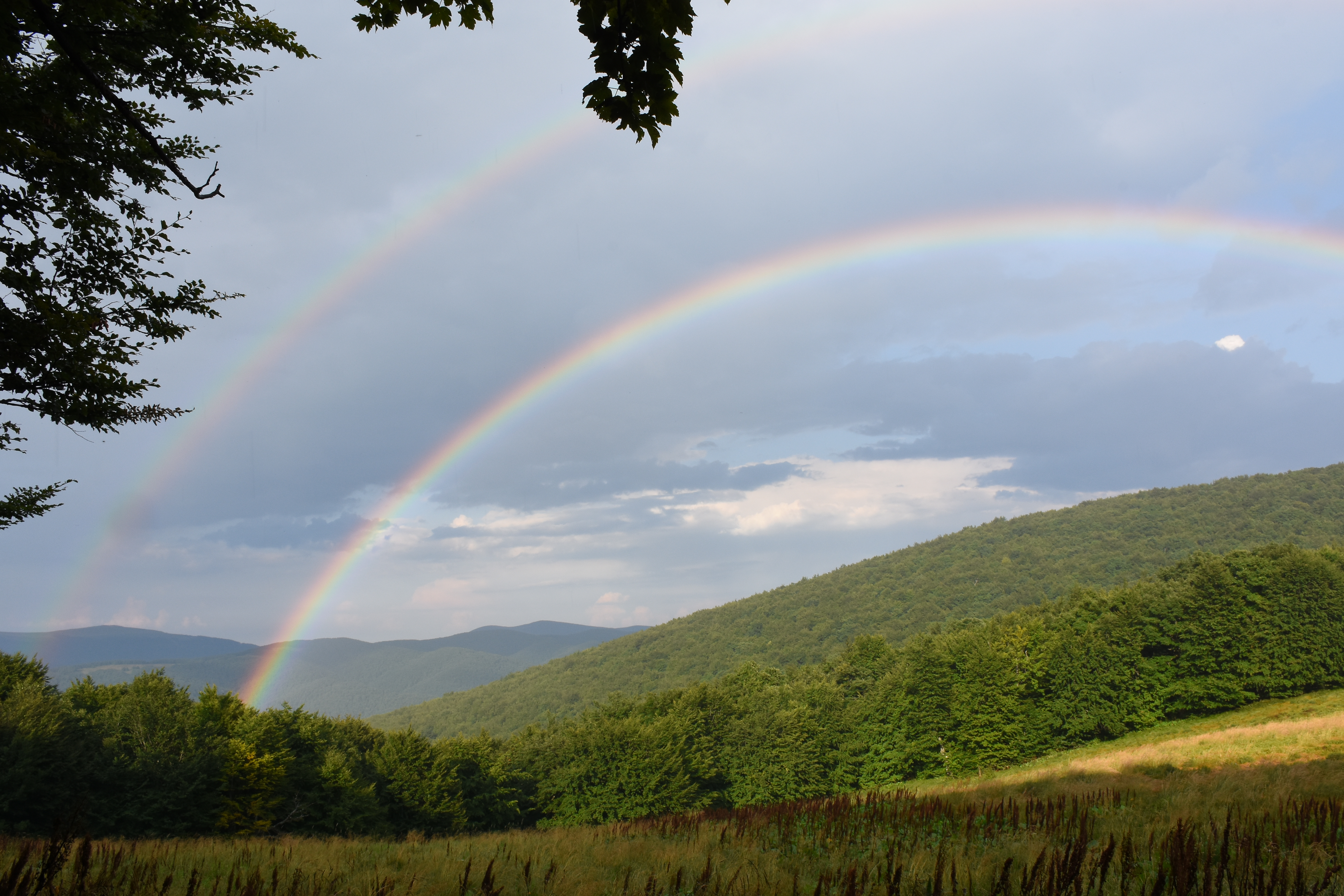
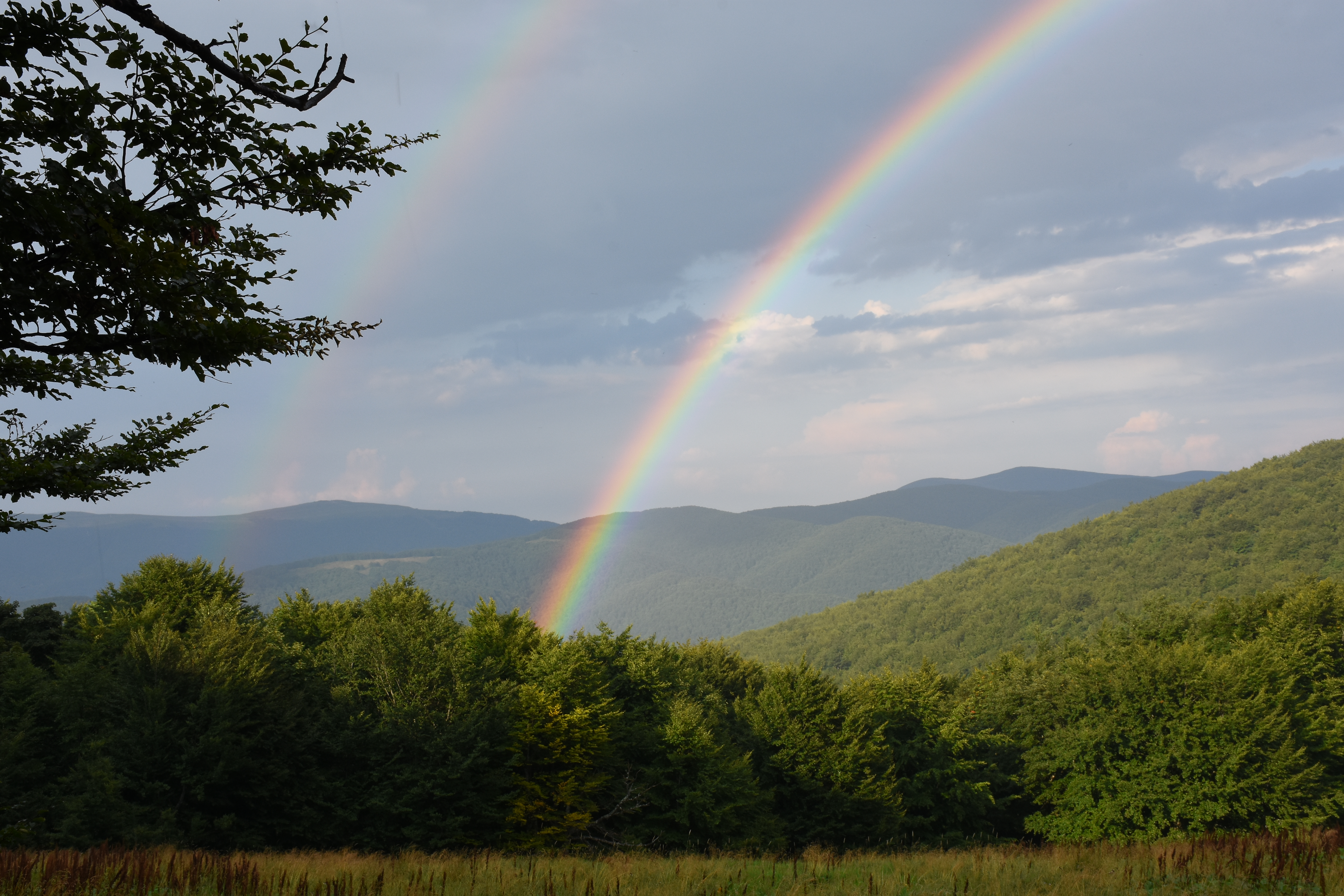
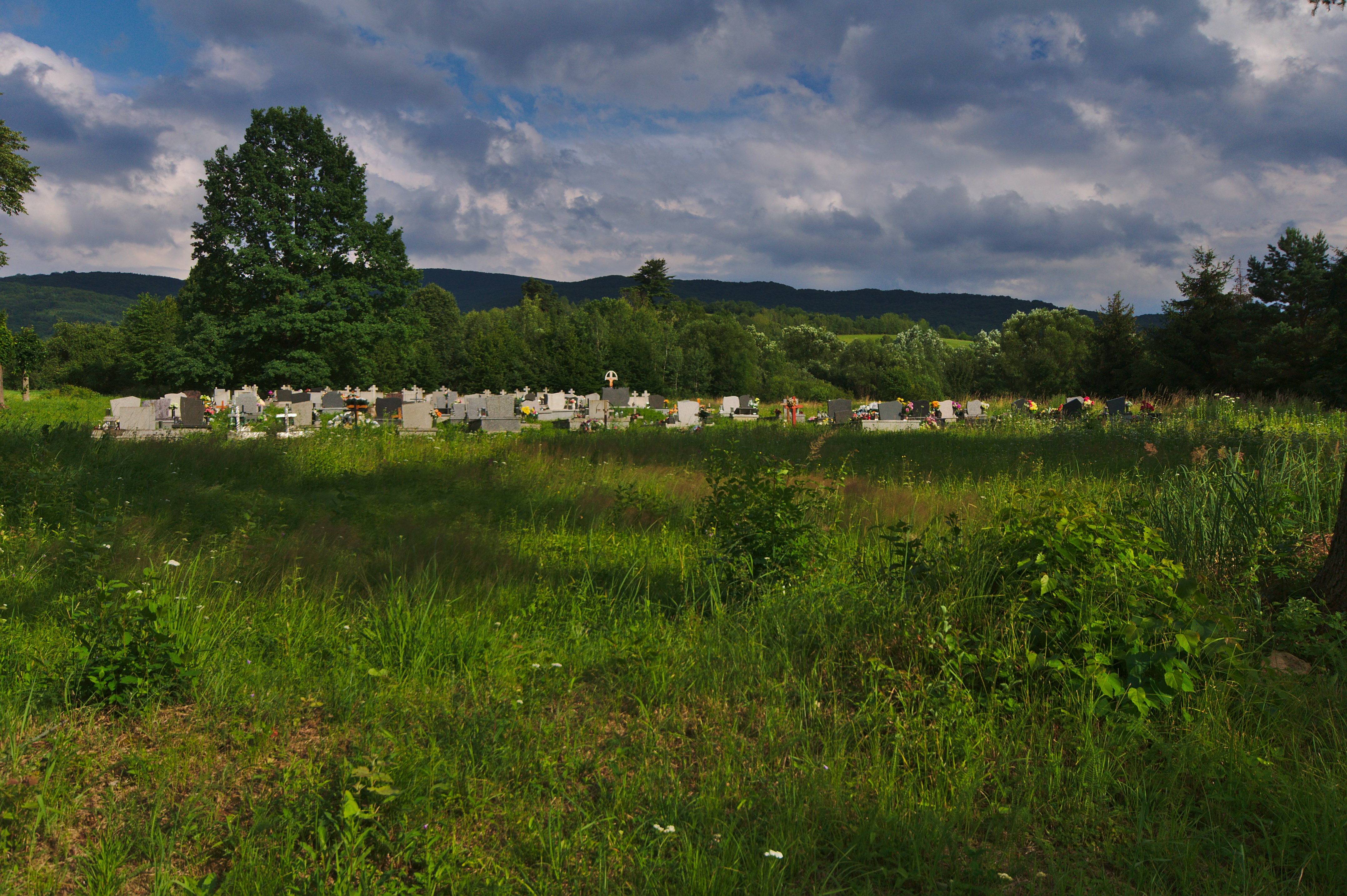
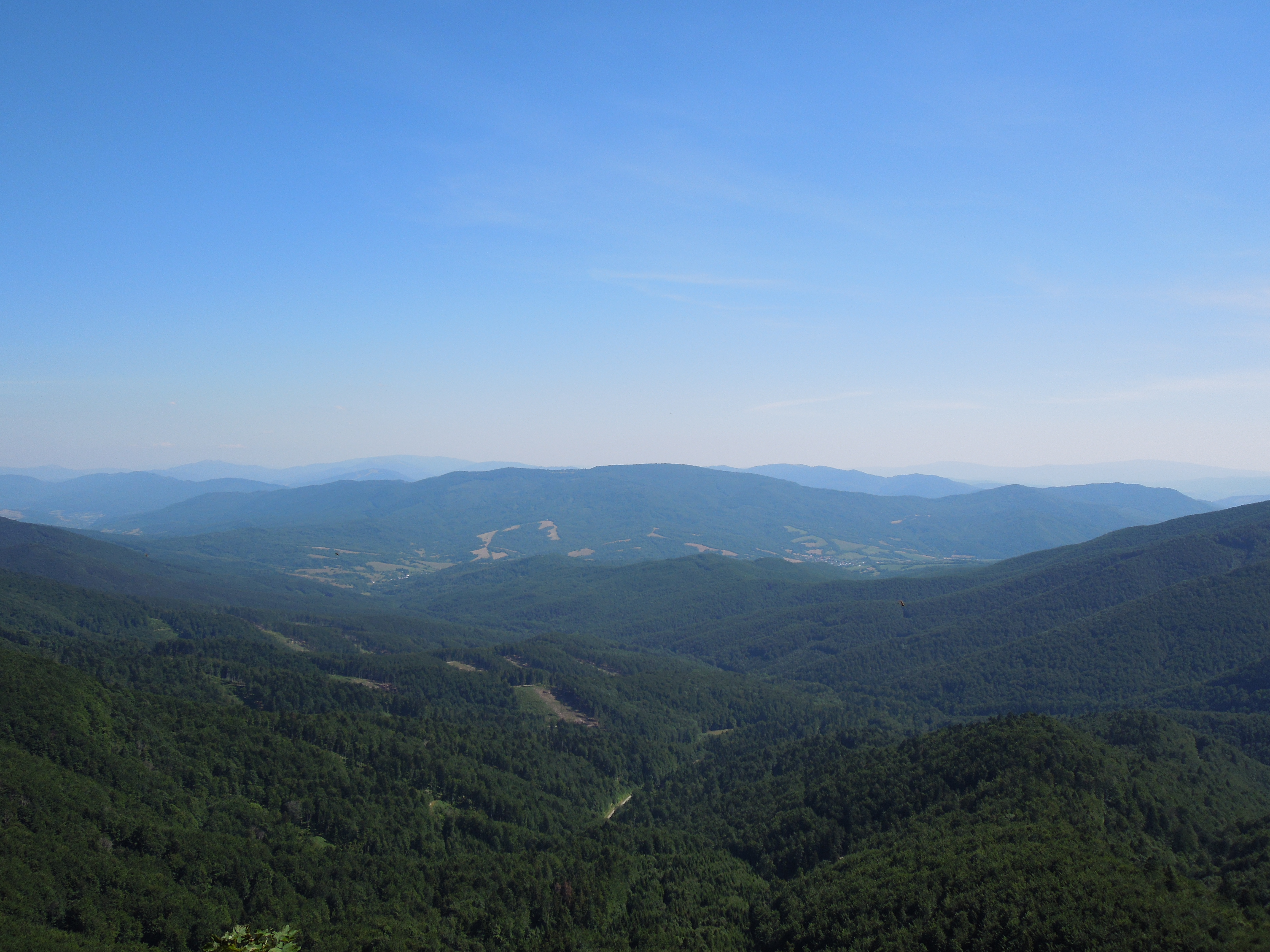
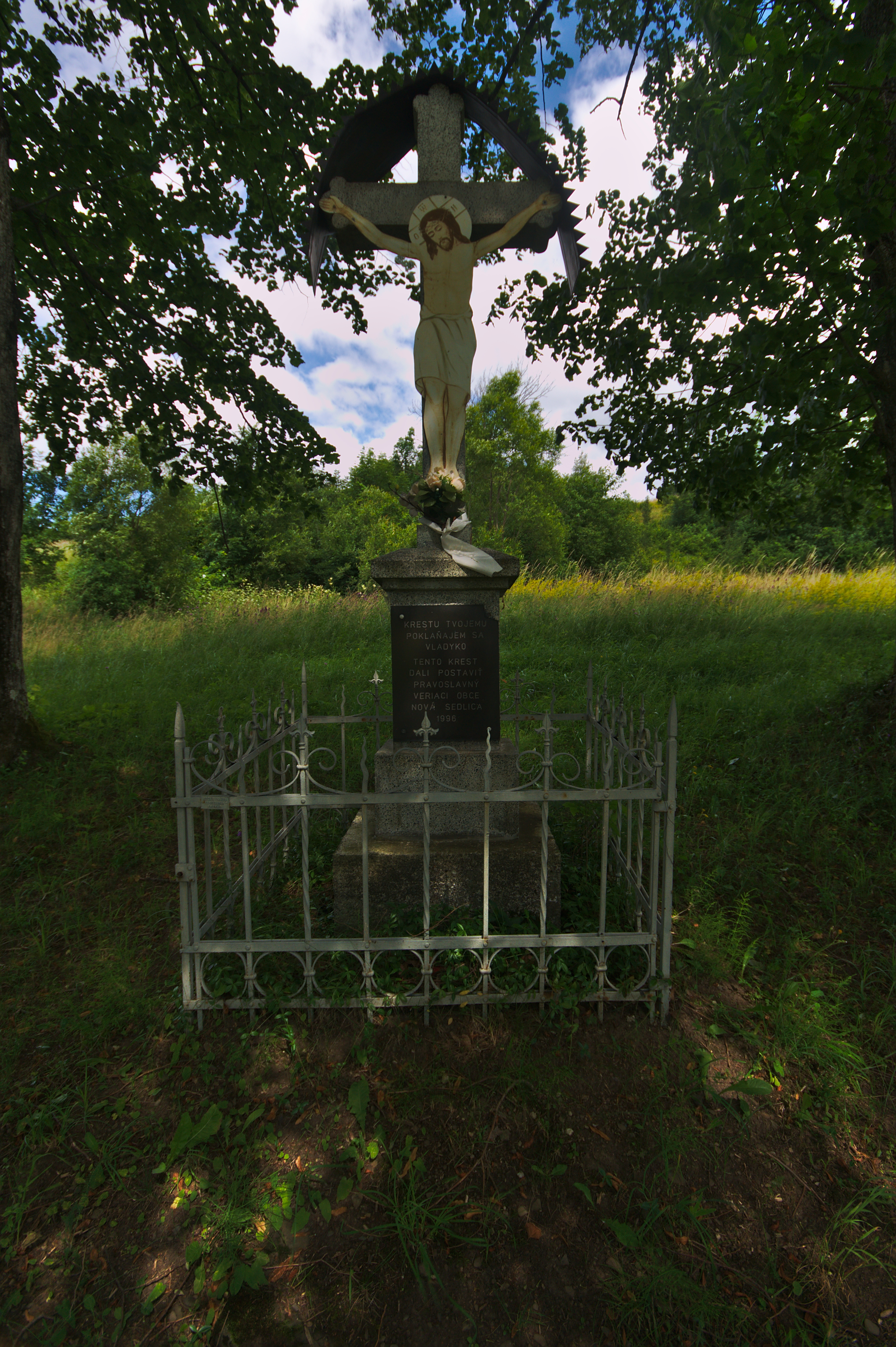
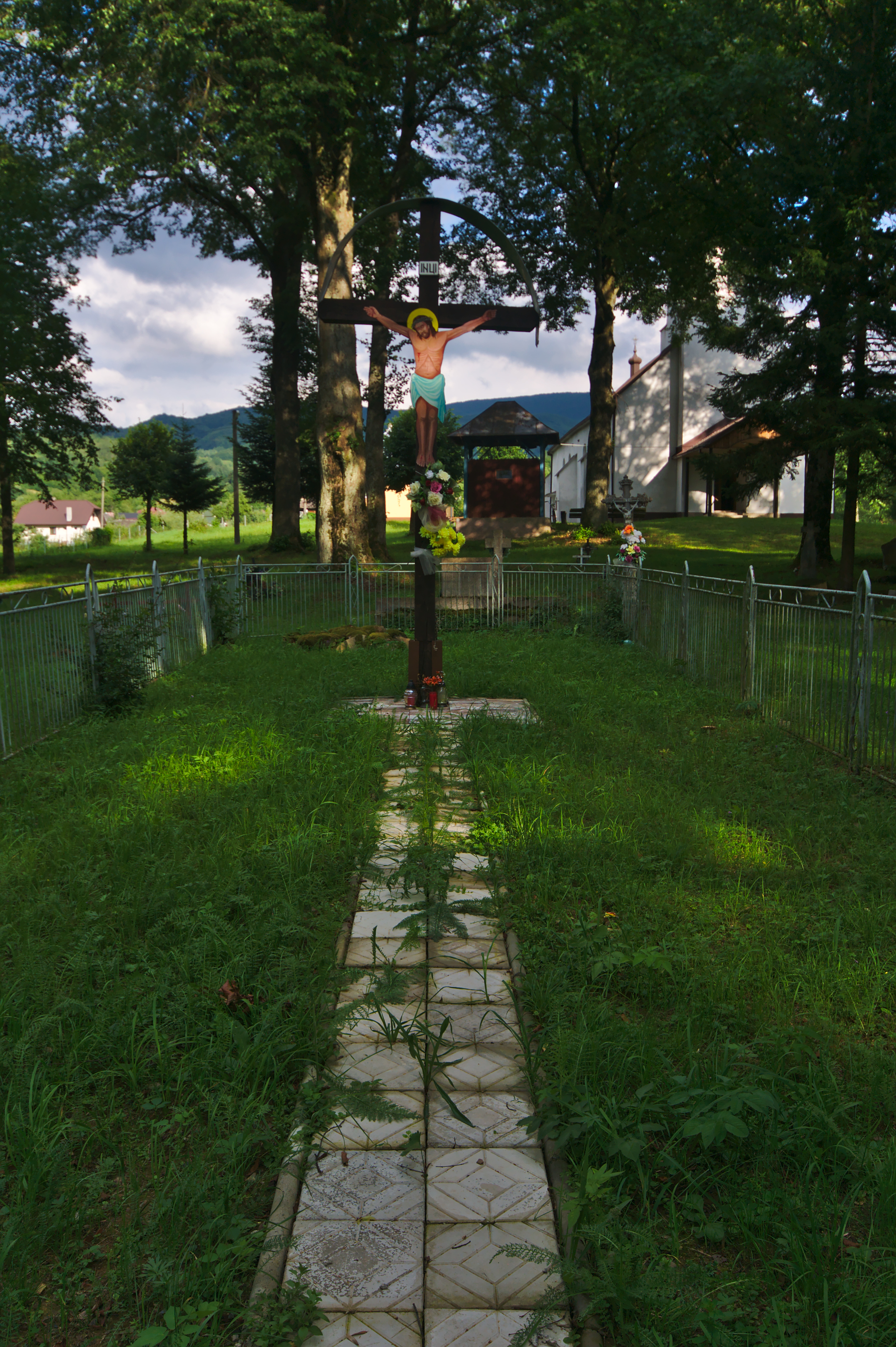
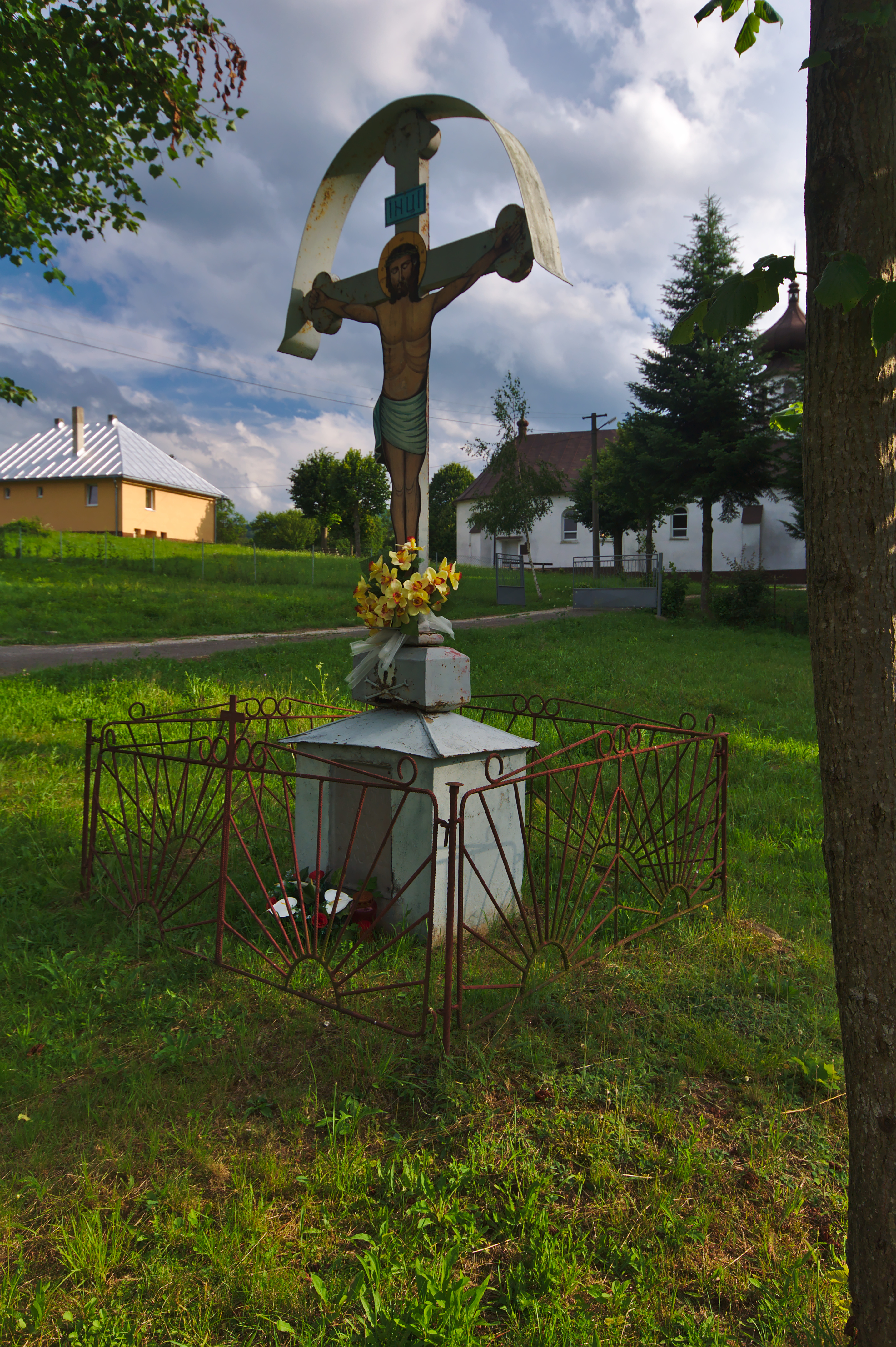
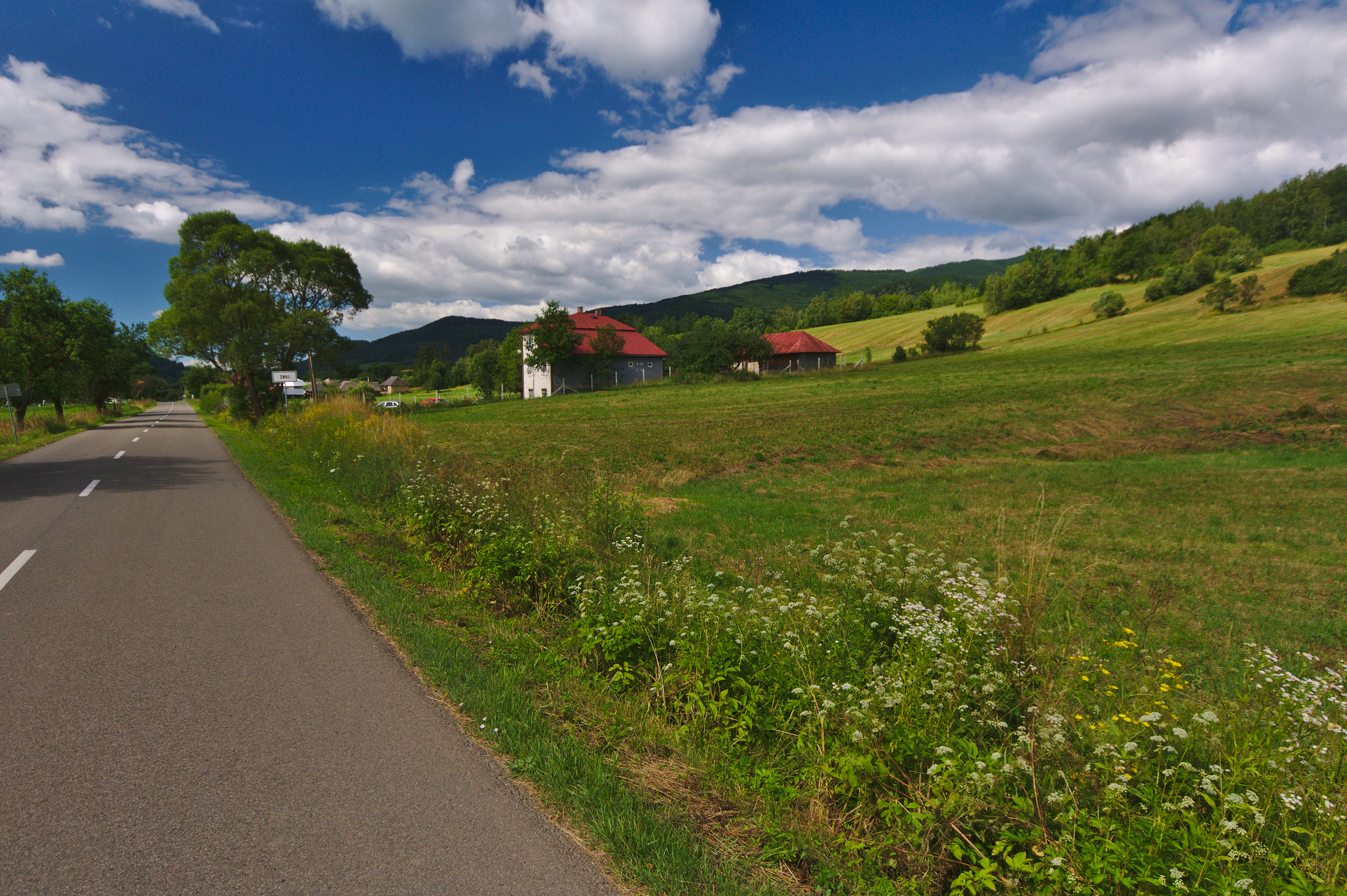
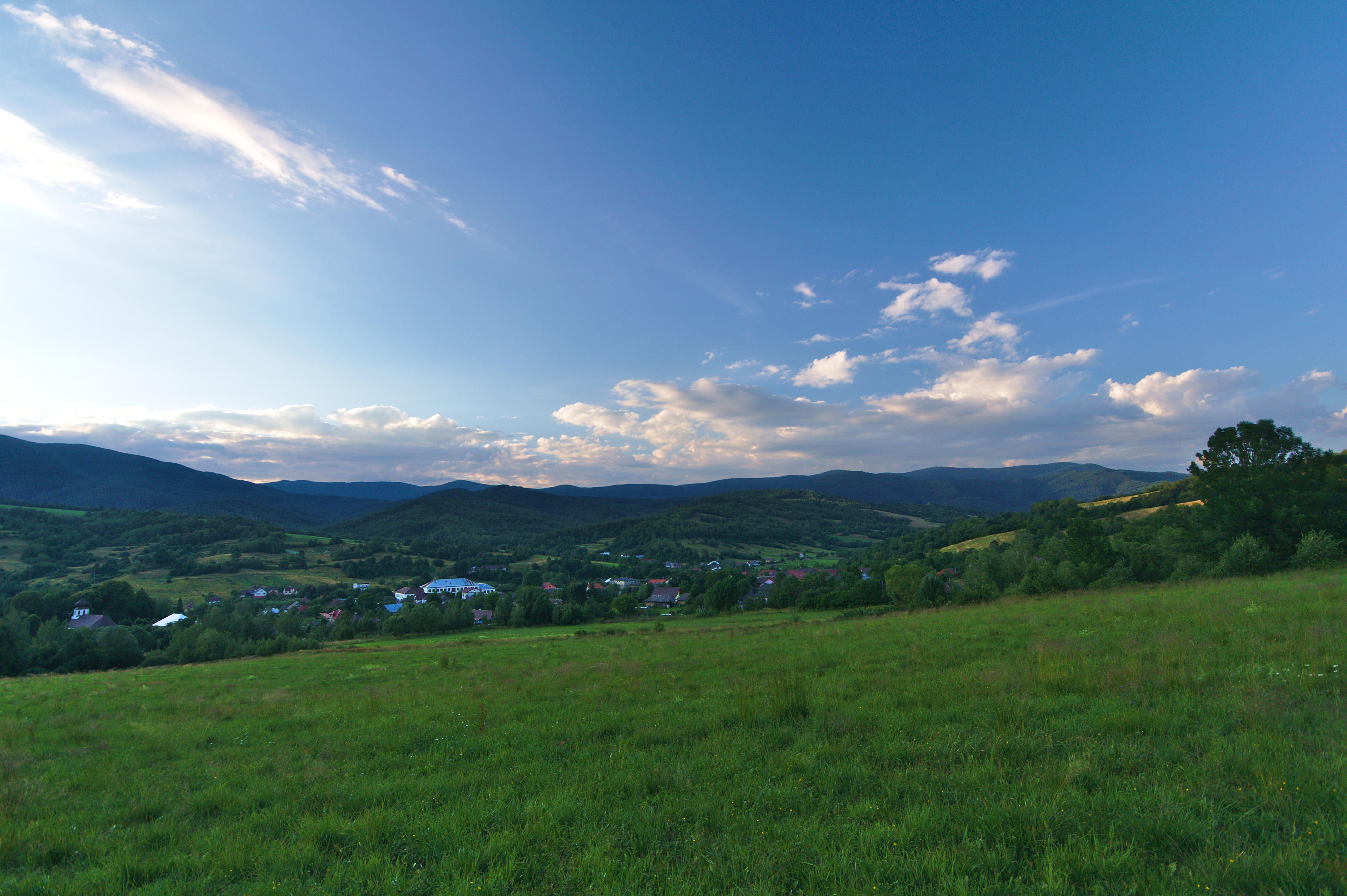
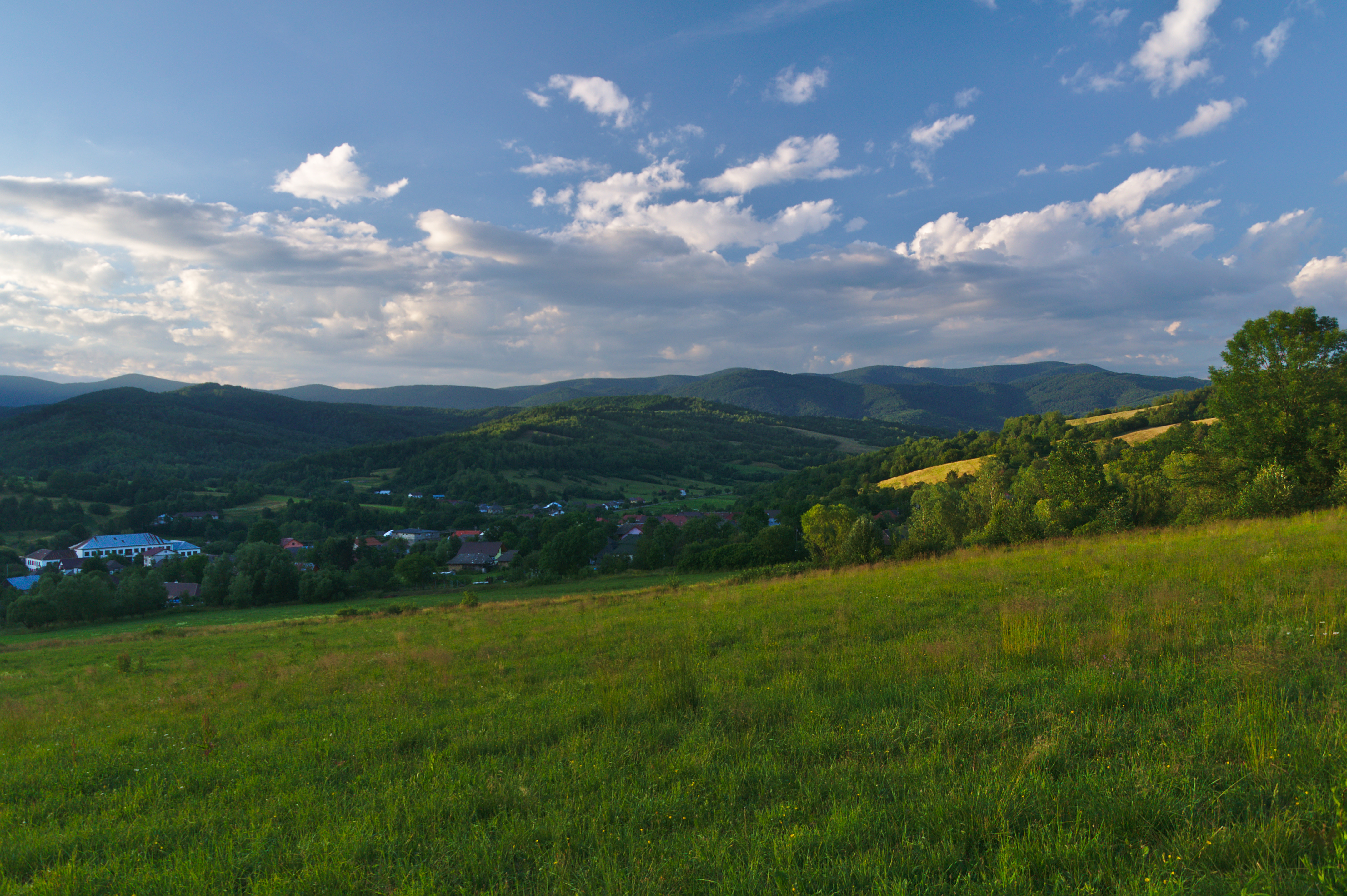
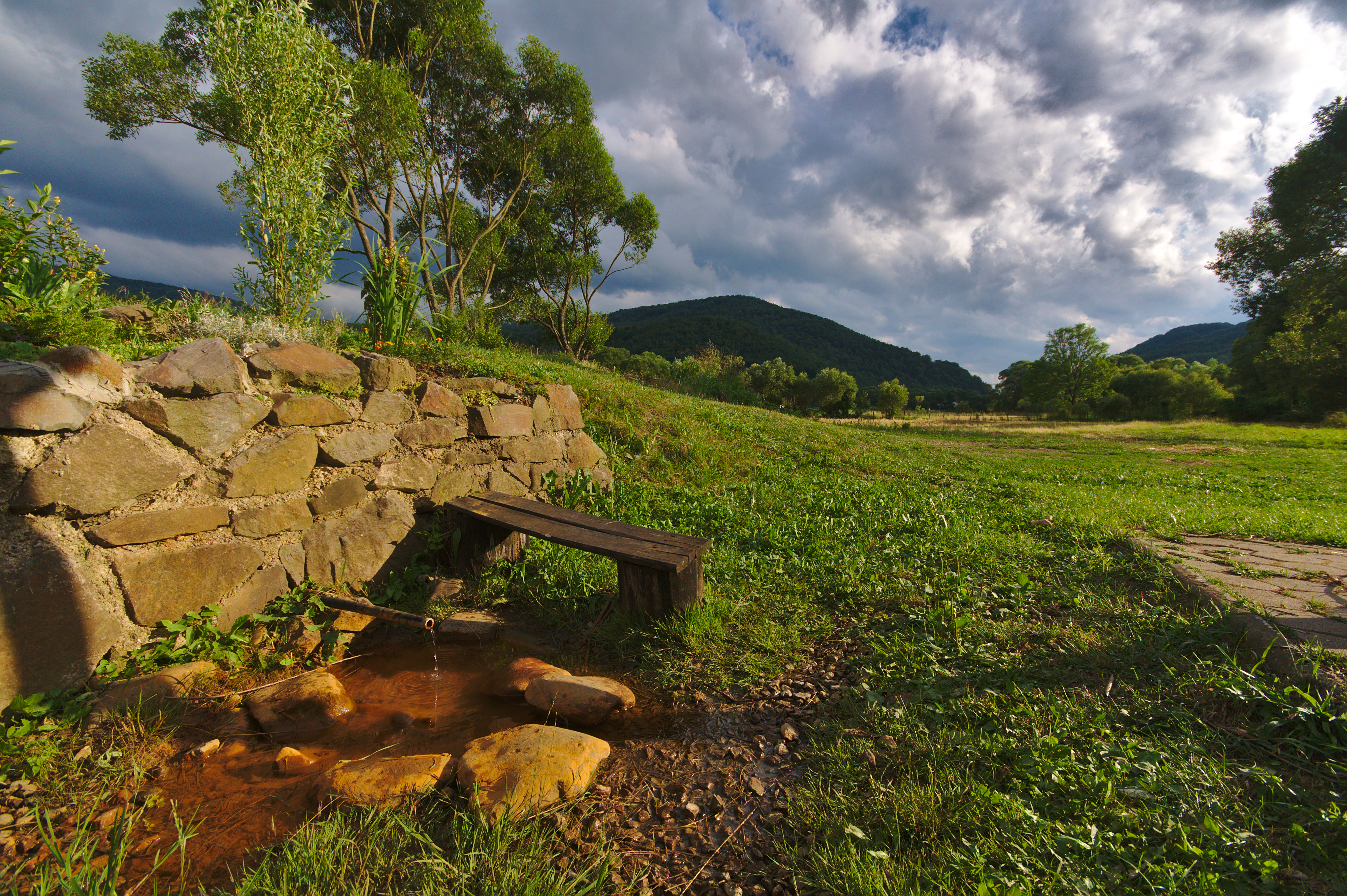
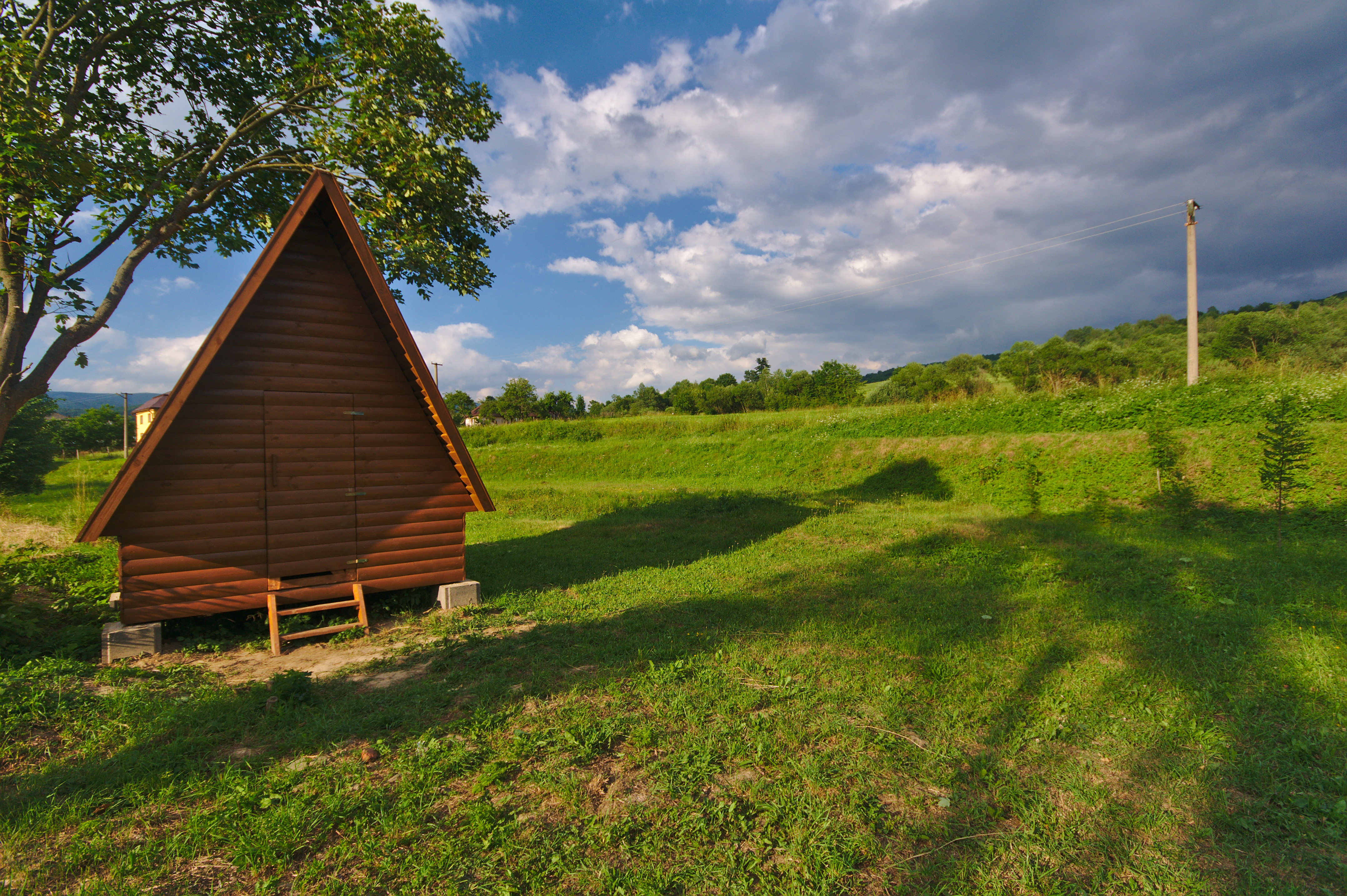
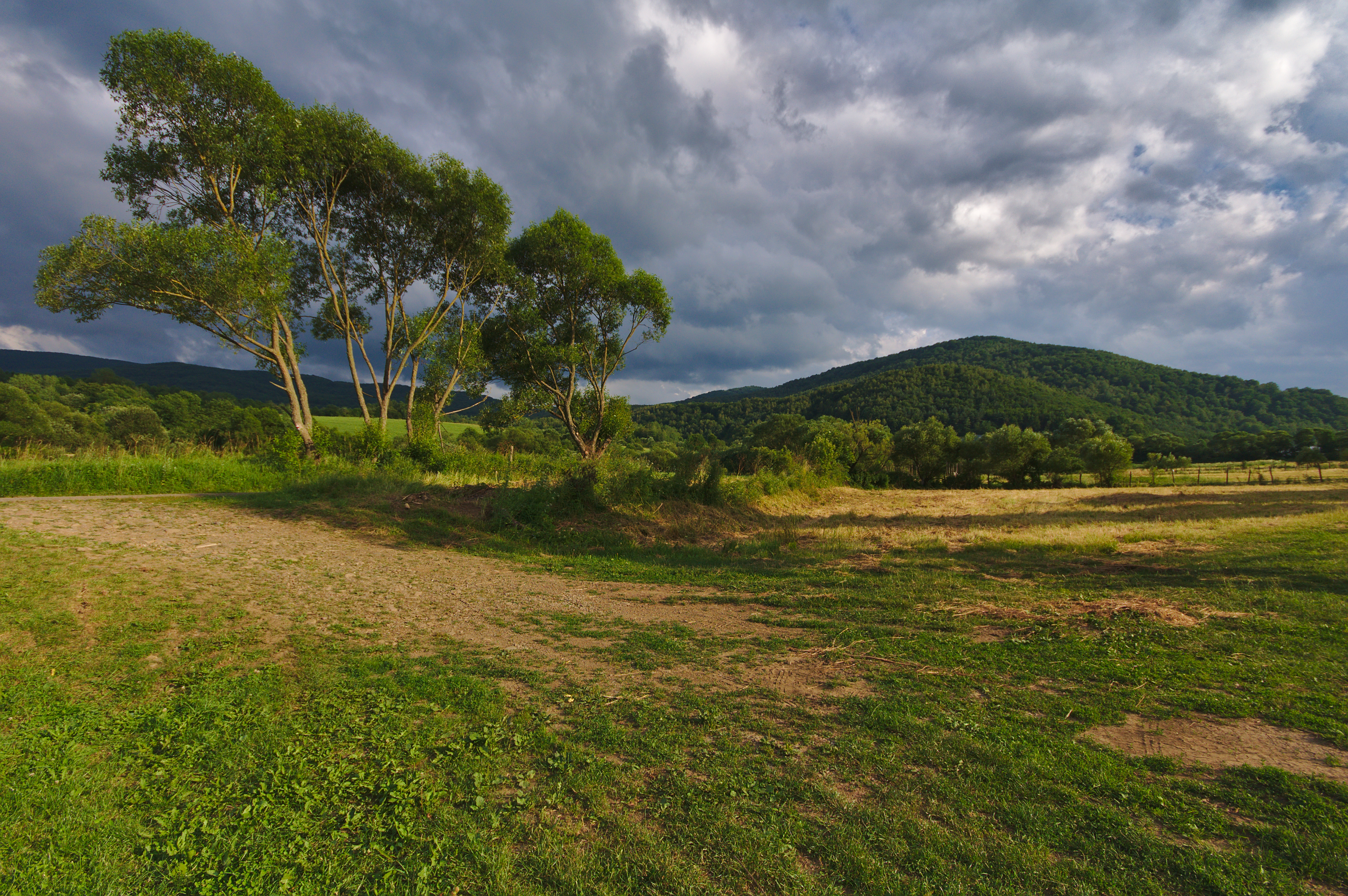
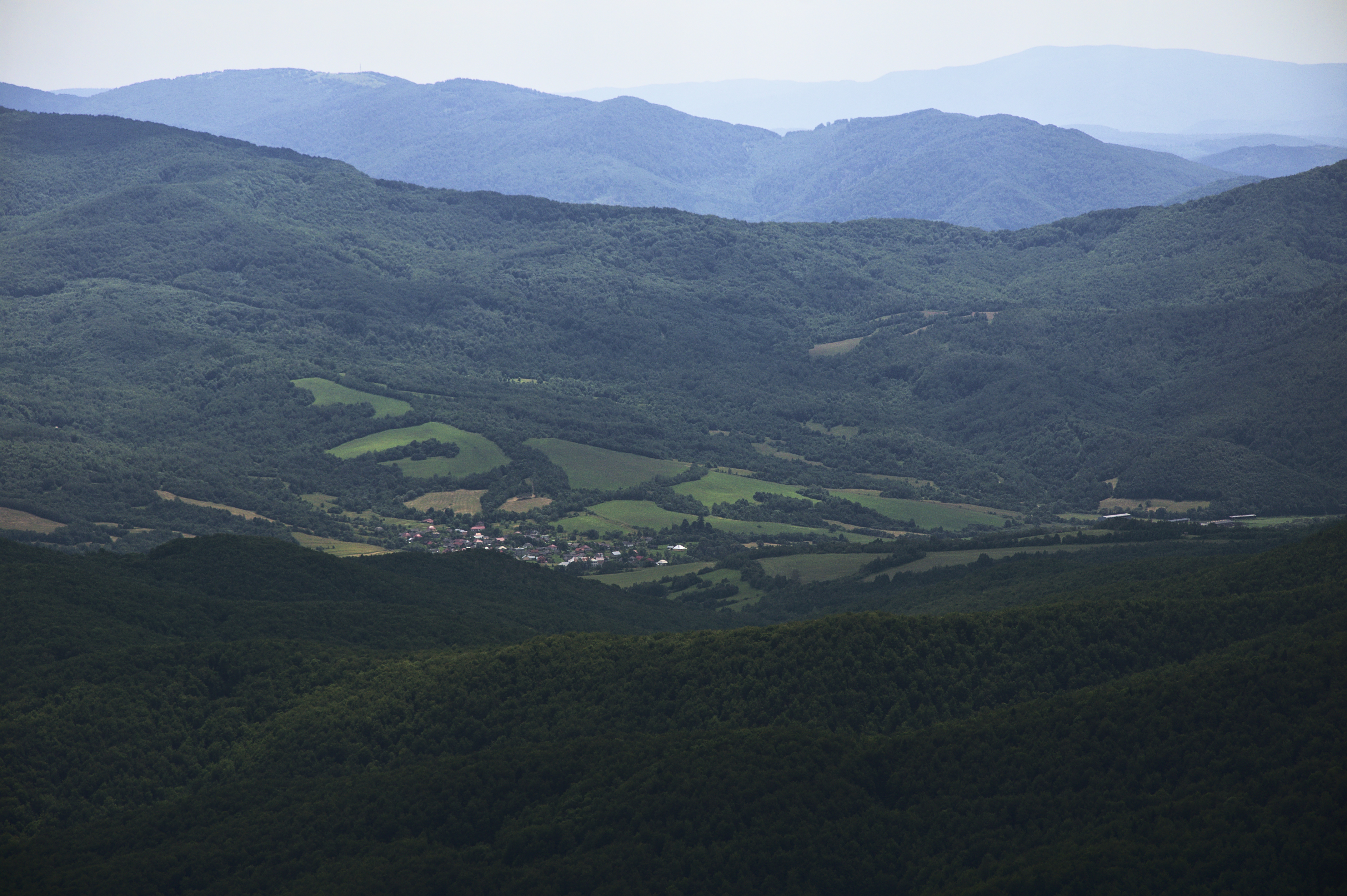
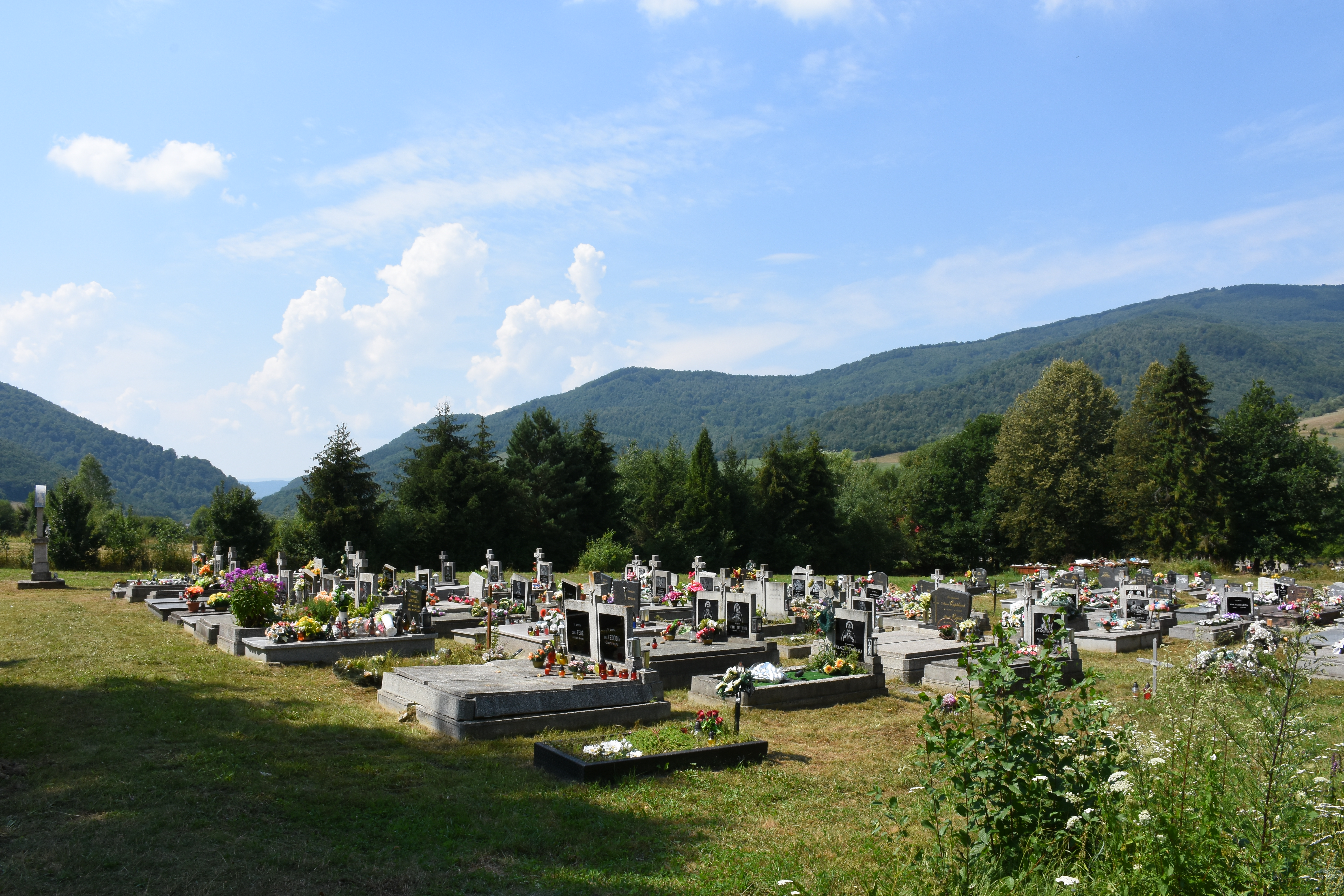
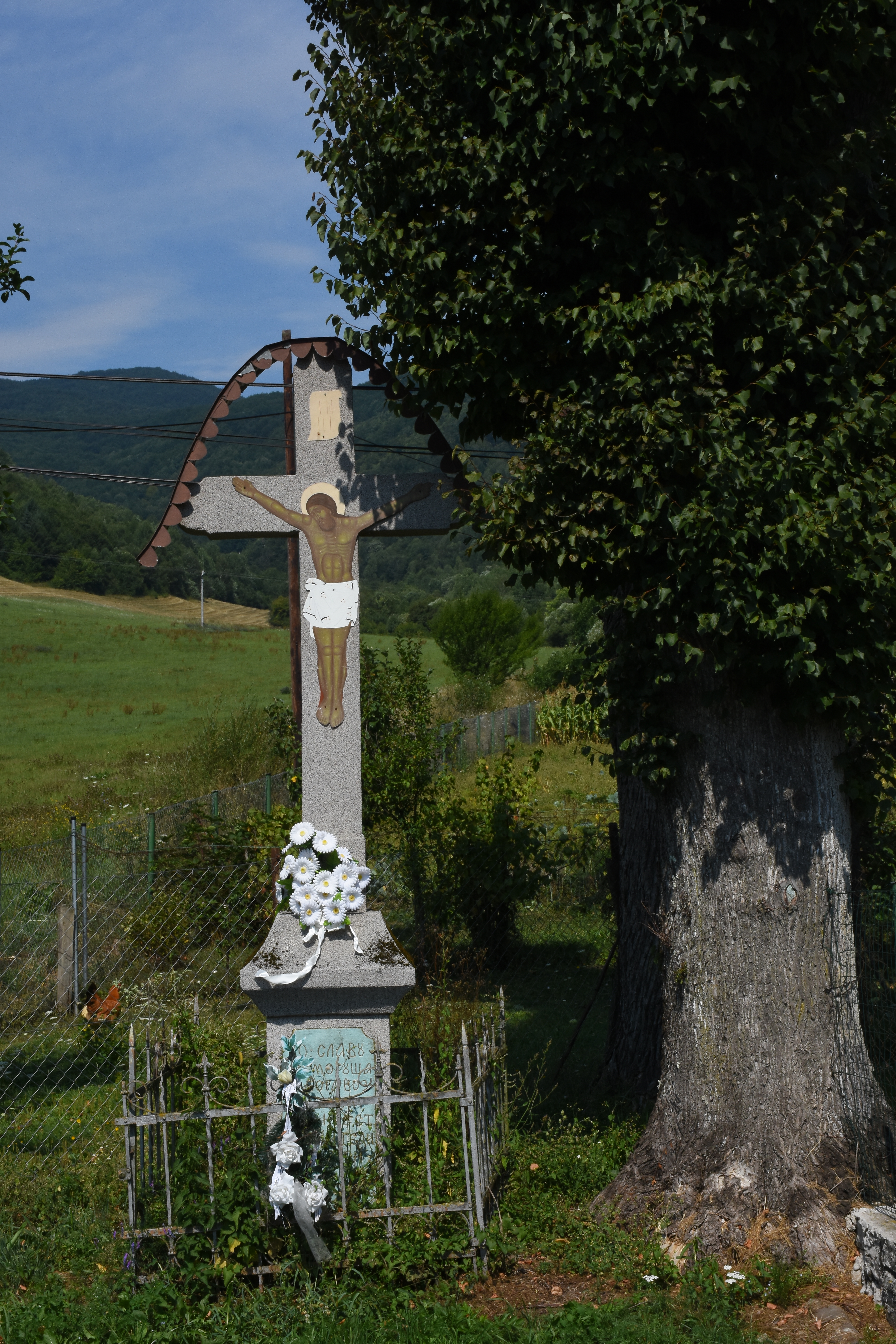
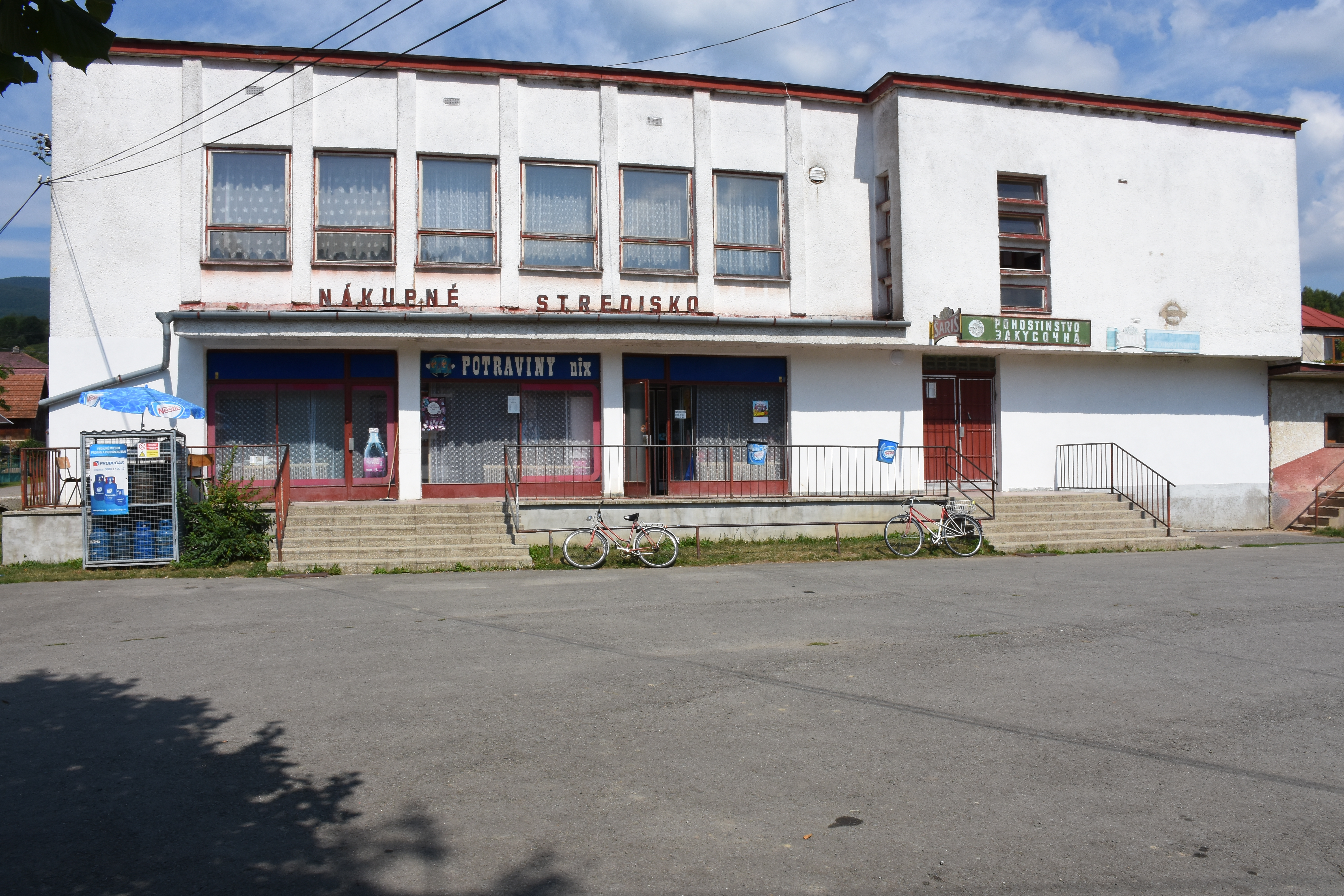
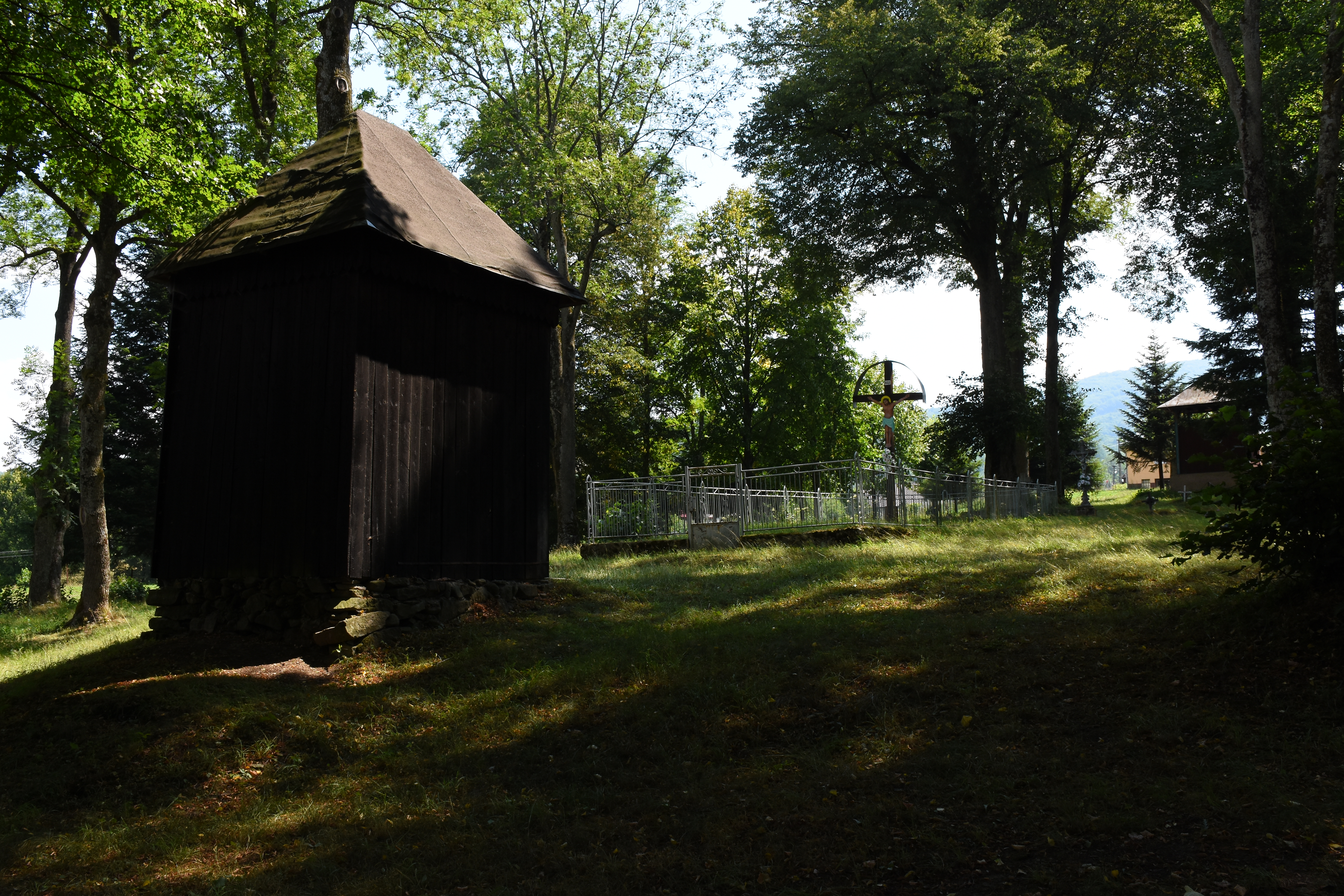
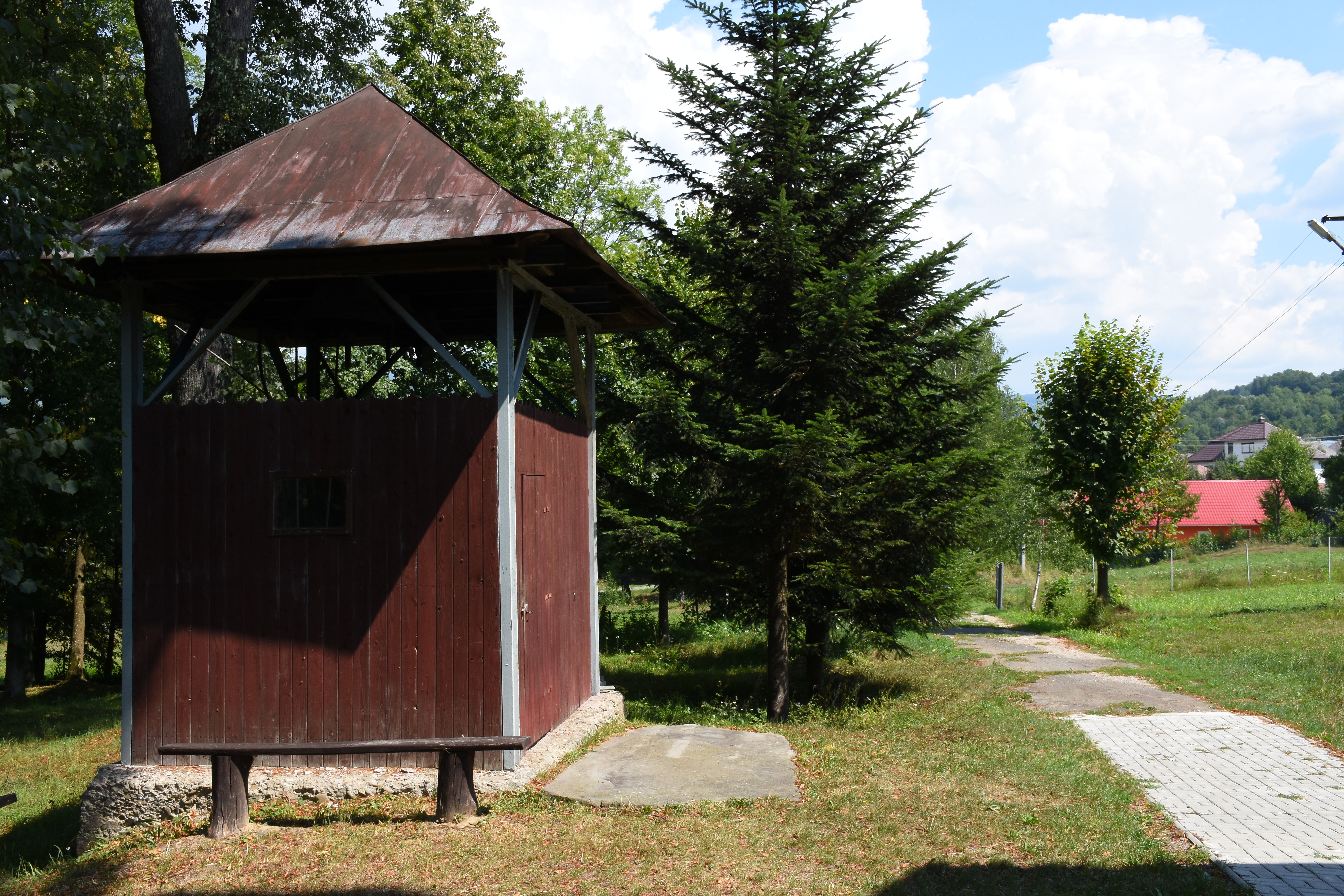
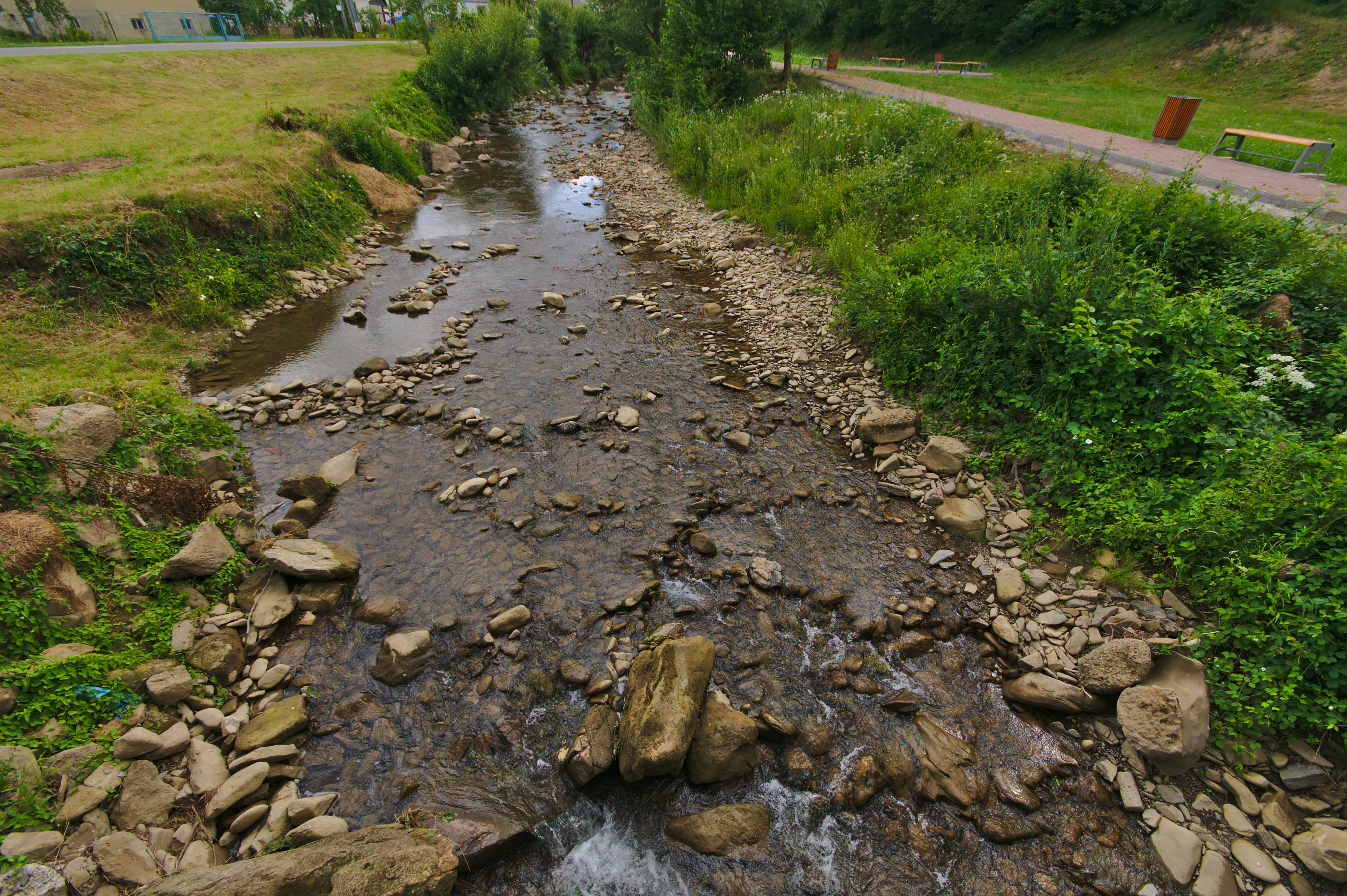
Збойський поток
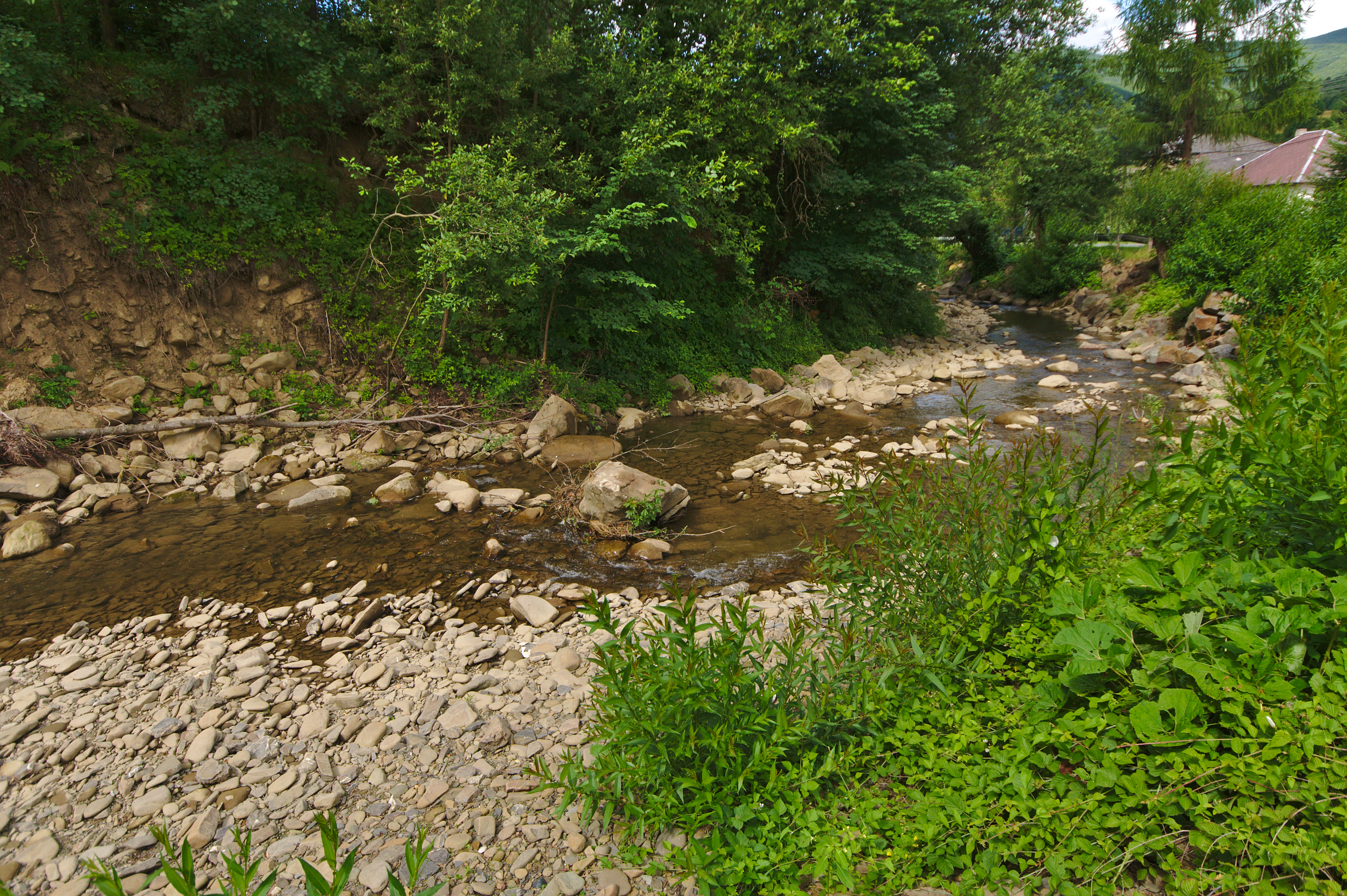